# 雍盛苑
雍盛苑（英語：Yung Shing Court）是香港其中一個兼作出租公共屋邨及可租可買計劃的屋苑，由房屋署總建築師（2）設計，有利集團施工，位於新界北區粉嶺暉明路8號，鄰近昌盛苑、暉明邨及華明邨，屋苑於1997年7月開始興建，1999年12月尾竣工，2000年3月29日正式入伙。
雍薈閣為透過可租可買計劃下所出售之居者有其屋屋苑，於2000年落成，首次推出時售價為258,300-1,015,800港元。

## 簡介
雍盛苑屬香港房屋委員會可租可買計劃（第一期）的屋邨/屋苑之一，其中雍薈閣已於可租可買計劃中出售，其餘樓宇為出租的公屋單位。值得一提，本屋苑三座和諧一型大廈採用了第九款設計，而全港只有此三座大廈及富泰邨愛泰樓採用此款設計。

## 屋苑資料

### 樓宇
| 樓宇名稱（座號） | 樓宇用途         | 樓宇類型                                              | 落成年份 | 住宅層數     | 每層伙數                   | 每座單位數目（伙） | 建築師              | 承建商   | 升降機品牌 |
| ---------------- | ---------------- | ----------------------------------------------------- | -------- | ------------ | -------------------------- | ------------------ | ------------------- | -------- | ---------- |
| 雍薈閣（A座）    | 可租可買計劃出售 | 和諧一型第九款設計（第三代半） 連新和諧附翼大廈第四型 | 2000年   | 40（1-40樓） | 24（1-20樓） 16（21-40樓） | 800                | 房屋署總建築師（2） | 有利集團 | LG         |
| 雍萃閣（B座）    | 租住屋邨         | 和諧一型第九款設計（第三代半） 連新和諧附翼大廈第四型 | 2000年   | 40（1-40樓） | 24（1-20樓） 16（21-40樓） | 800                | 房屋署總建築師（2） | 有利集團 | LG         |
| 雍華閣（C座）    | 租住屋邨         | 和諧一型第九款設計（第三代半） 連新和諧附翼大廈第四型 | 2000年   | 40（1-40樓） | 24（1-20樓） 16（21-40樓） | 800                | 房屋署總建築師（2） | 有利集團 | LG         |
| 服務設施大樓     | 租住屋邨         | 長者住屋三型                                          | 2000年   | 3（4-6樓）   | 46                         | 138                | 房屋署總建築師（2） | 有利集團 | LG         |

## 雍盛商場
雍盛商場樓高2層，原由領展持有。2017年，基滙資本向領展購入雍盛商場。

## 鮮薈市場·雍盛
雍盛街市於2018年9月中關閉翻新，11月1日重開，易名為「鮮薈市場·雍盛」（The Fresh One Market·Yung Shing）。

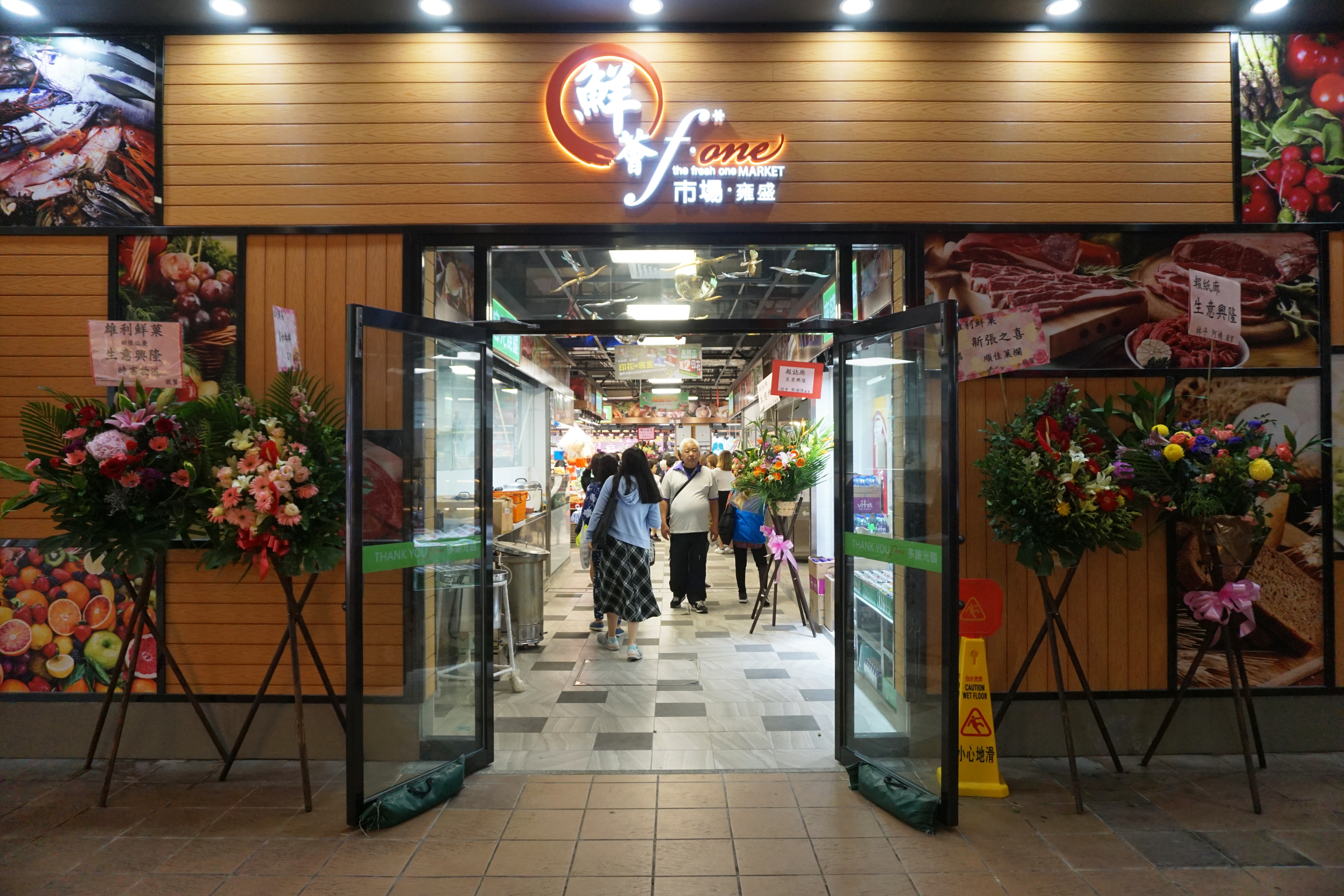
入口
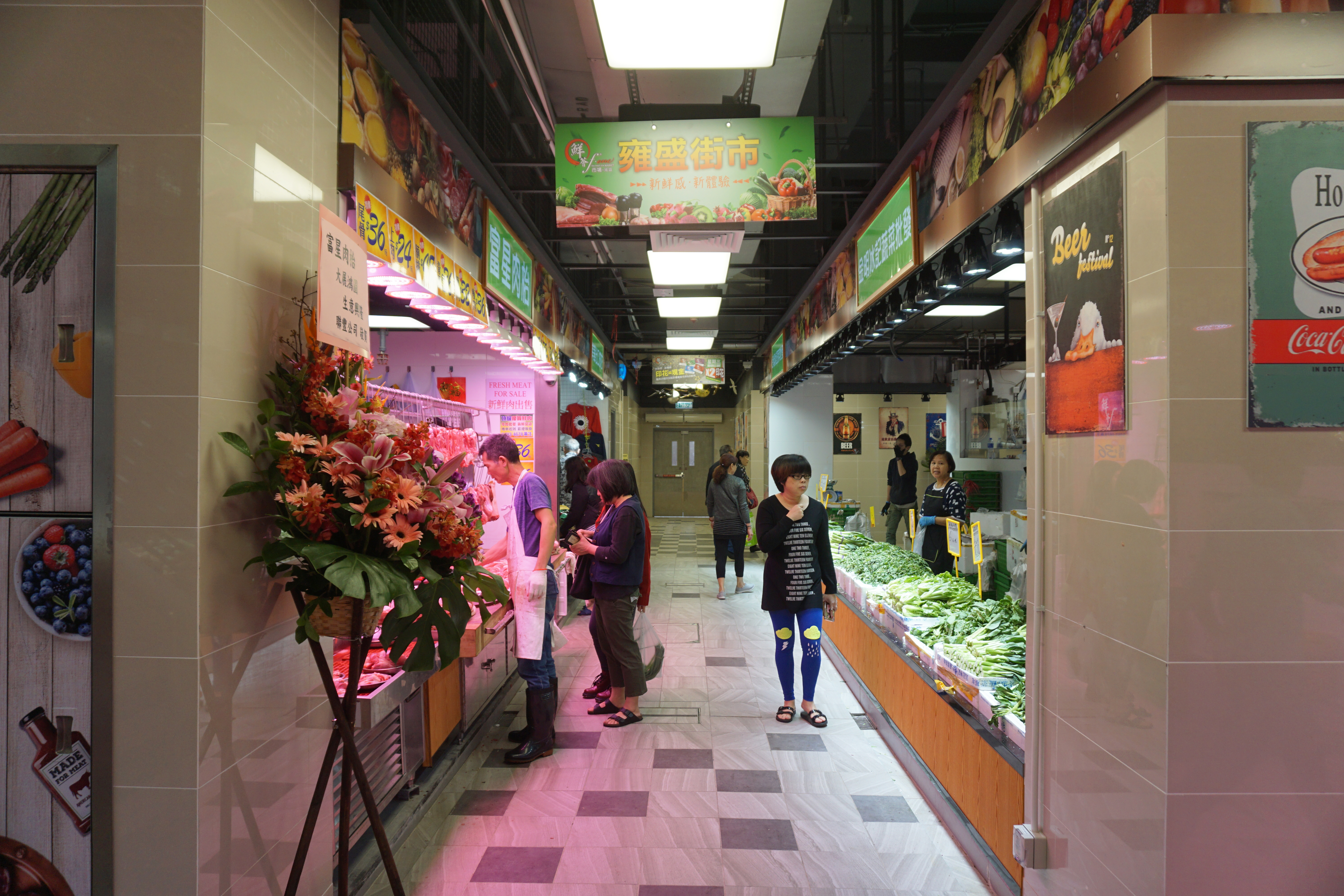
豬肉檔及菜檔
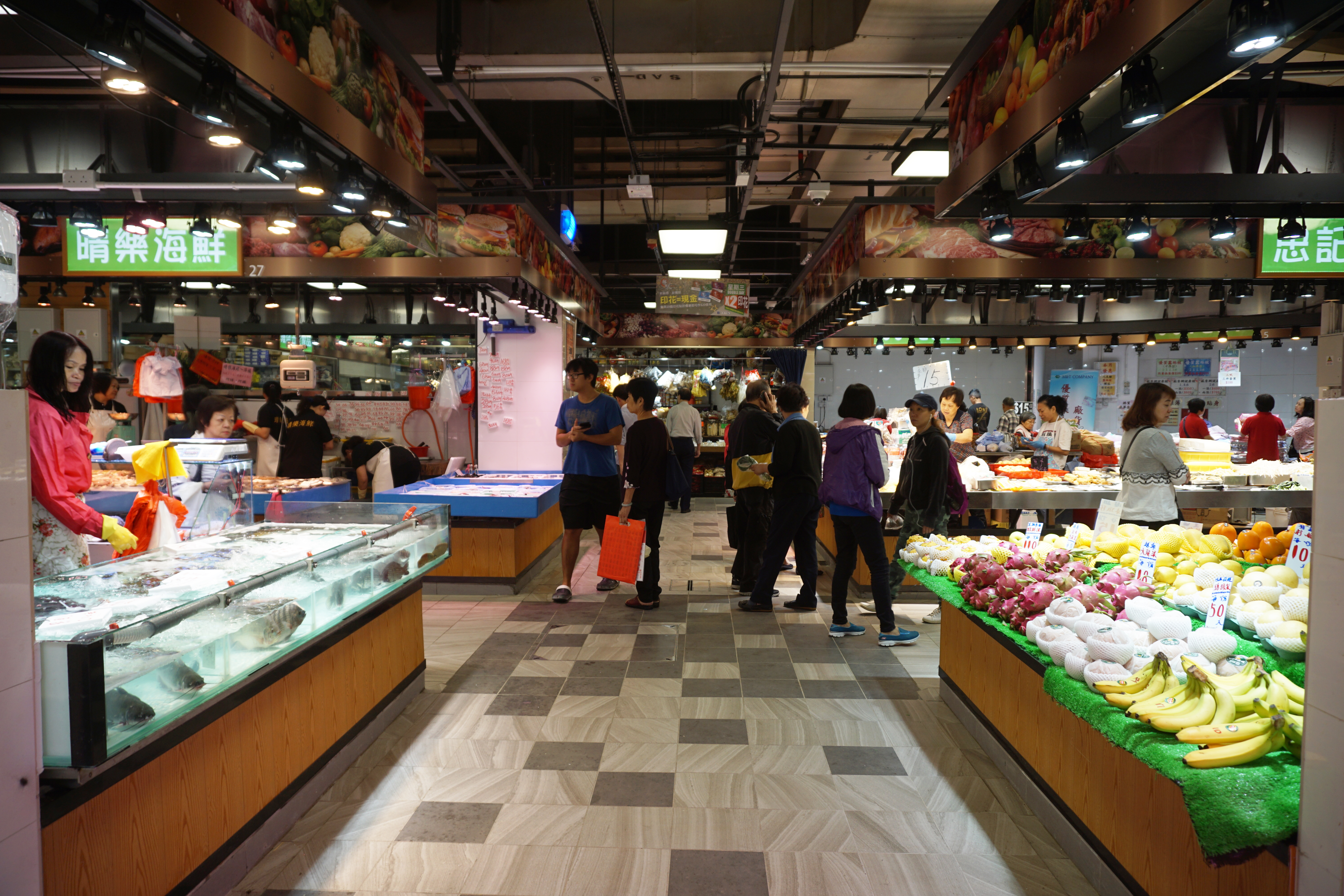
魚、豆腐芽菜及水果檔
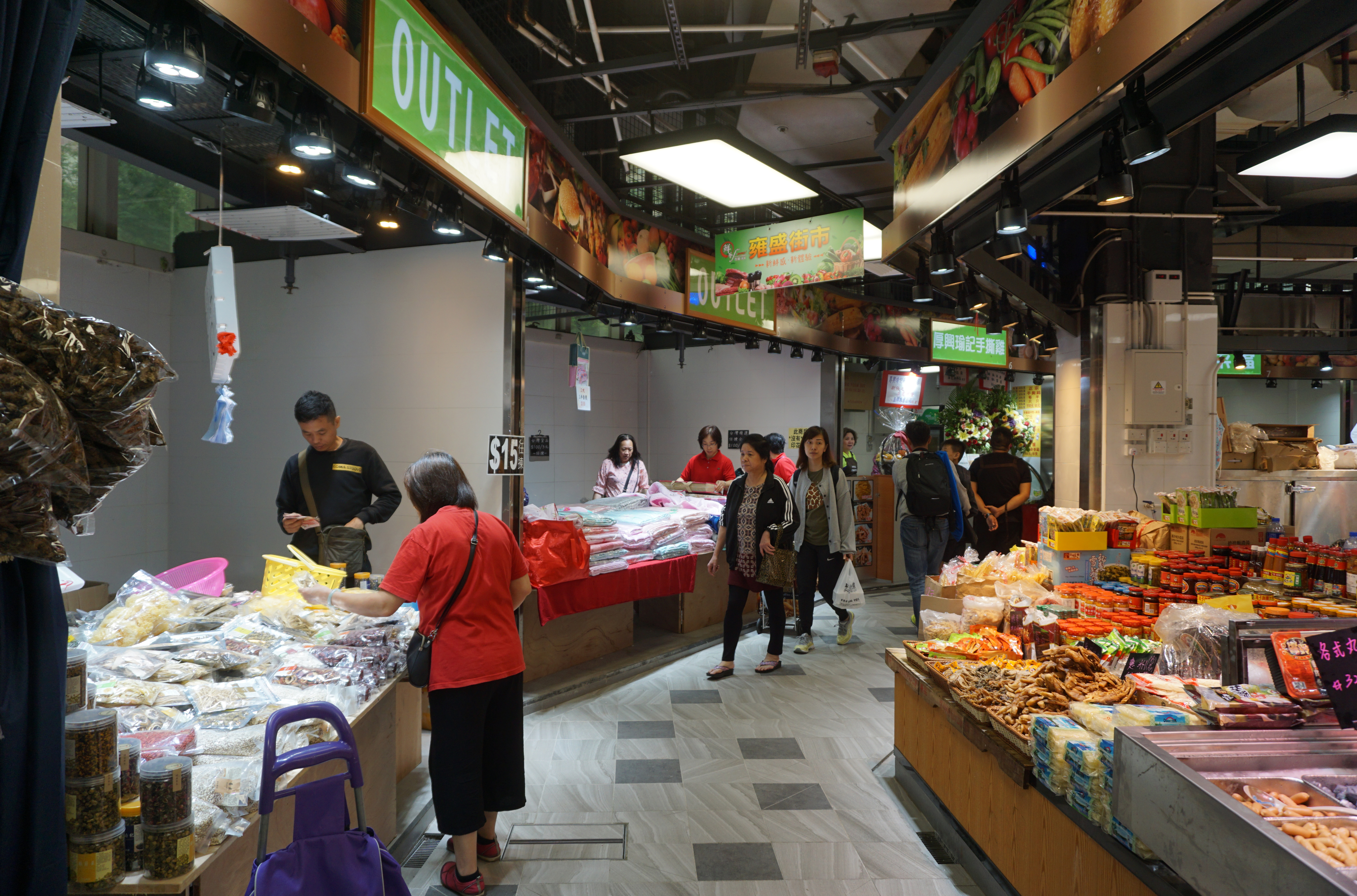
草藥、棉被、手撕雞及糧油雜貨店
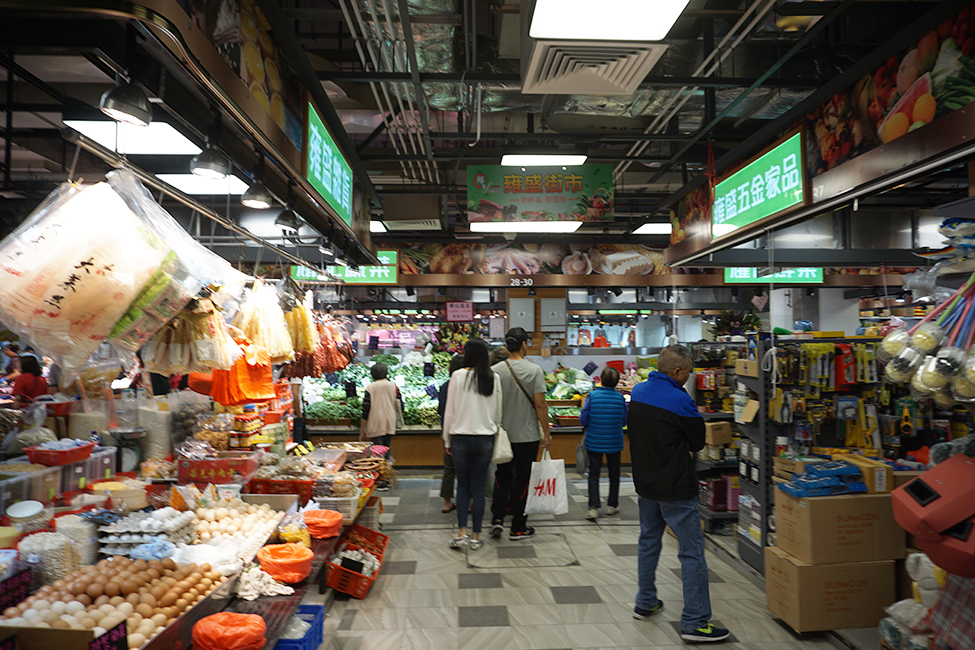
蛋檔及五金店
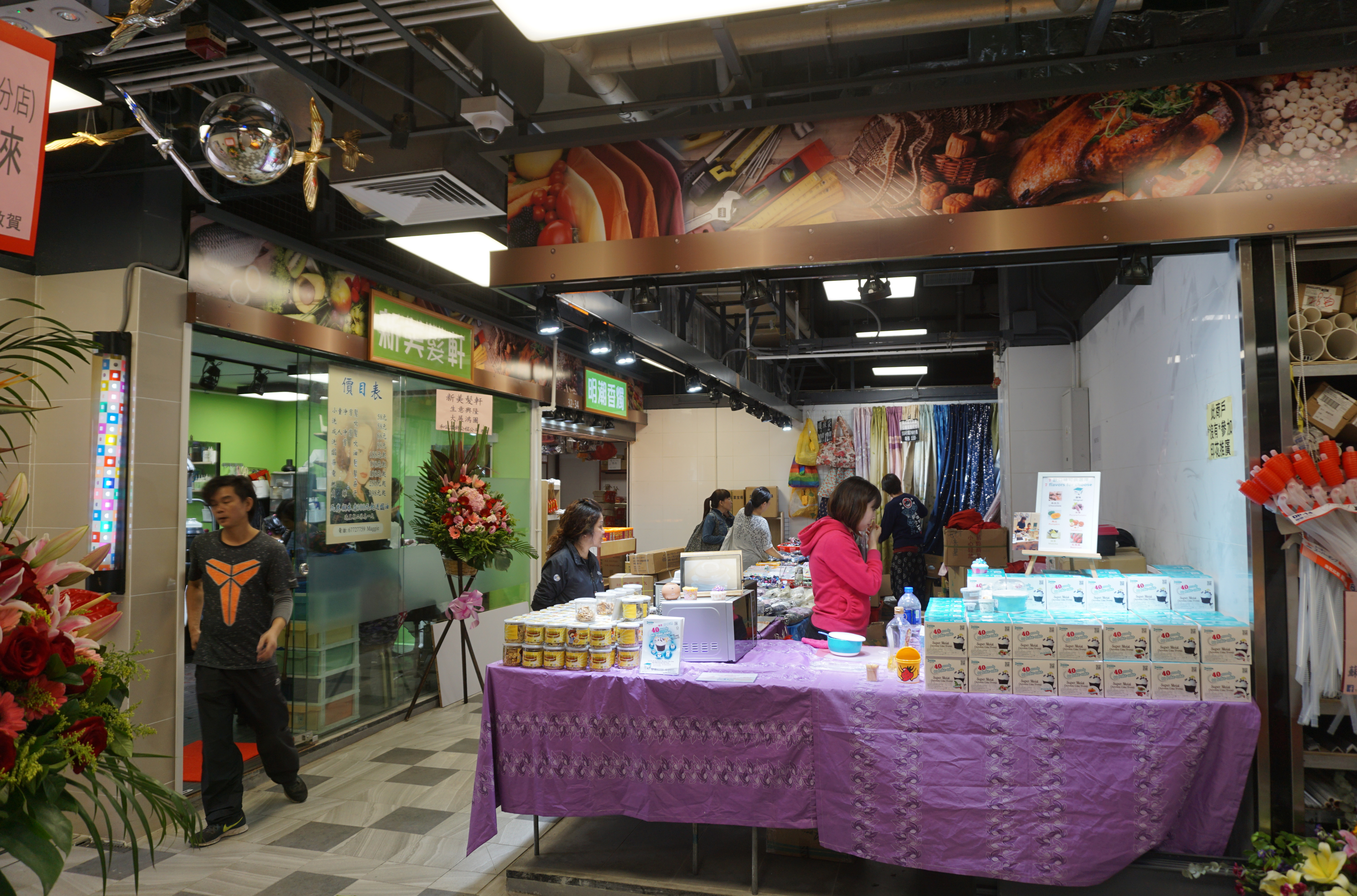
理髮、香燭祭品及家品店

### 翻新前的雍盛街市

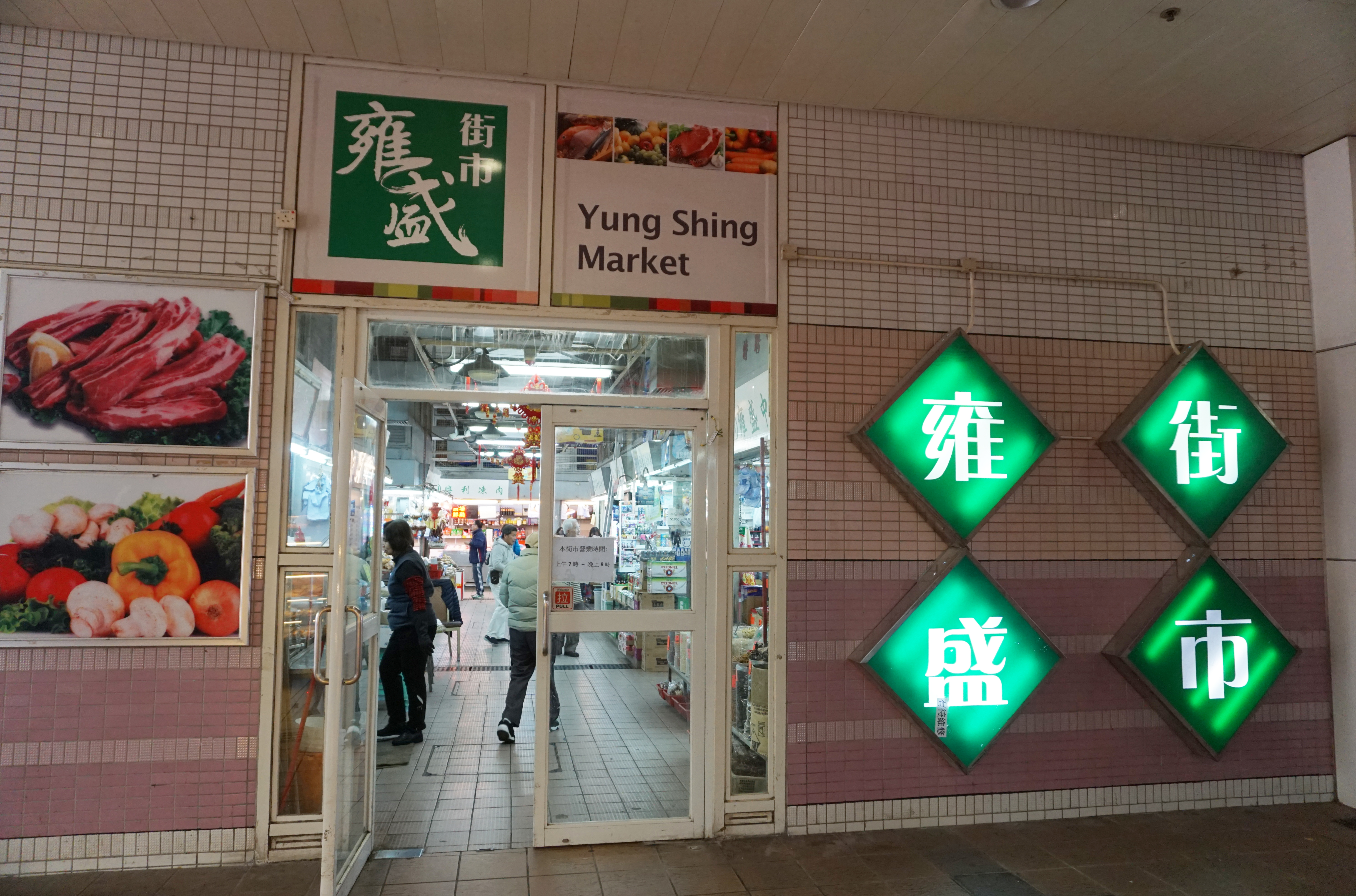
入口
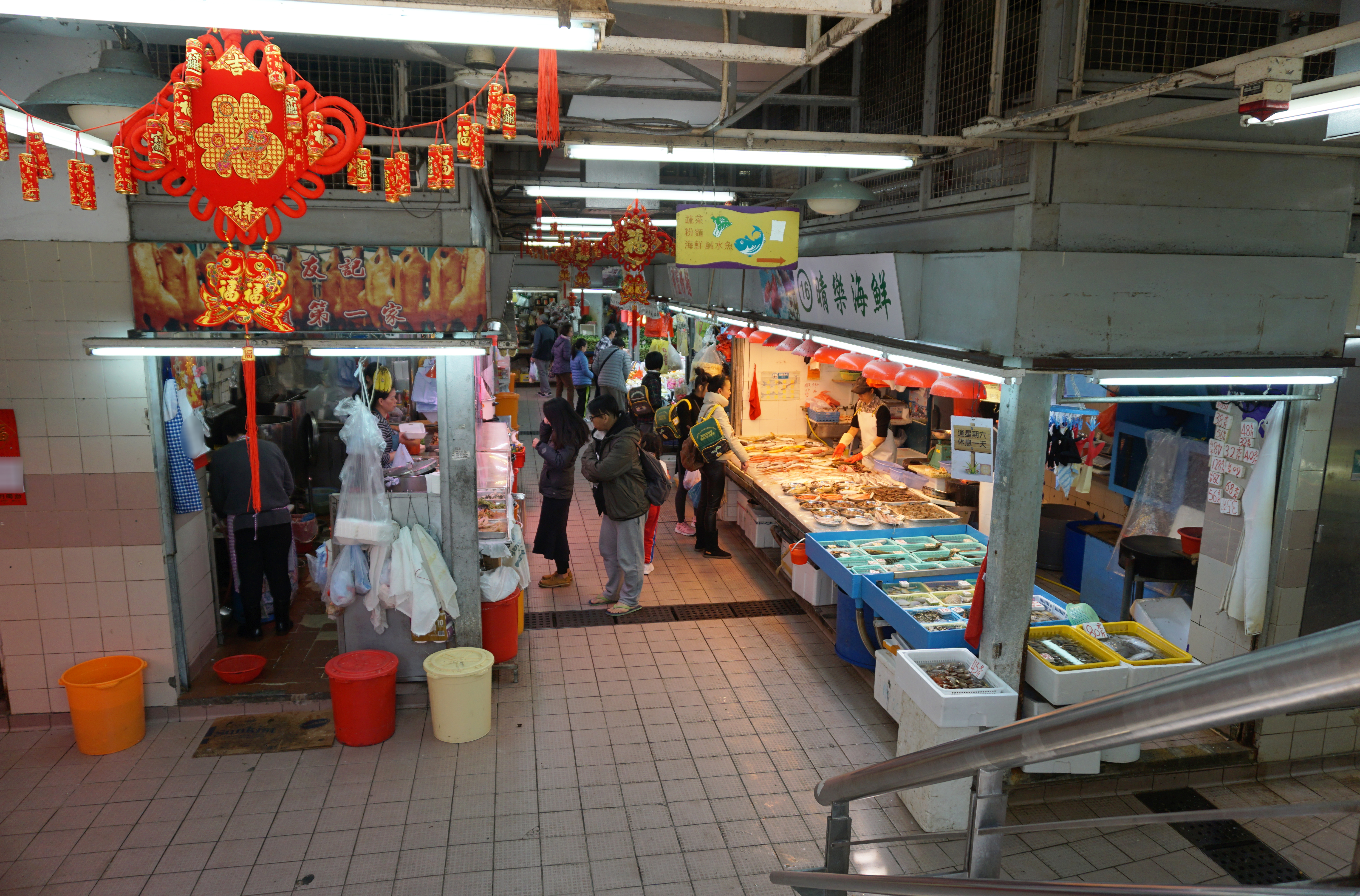
燒味、菜、水果、魚及海產檔
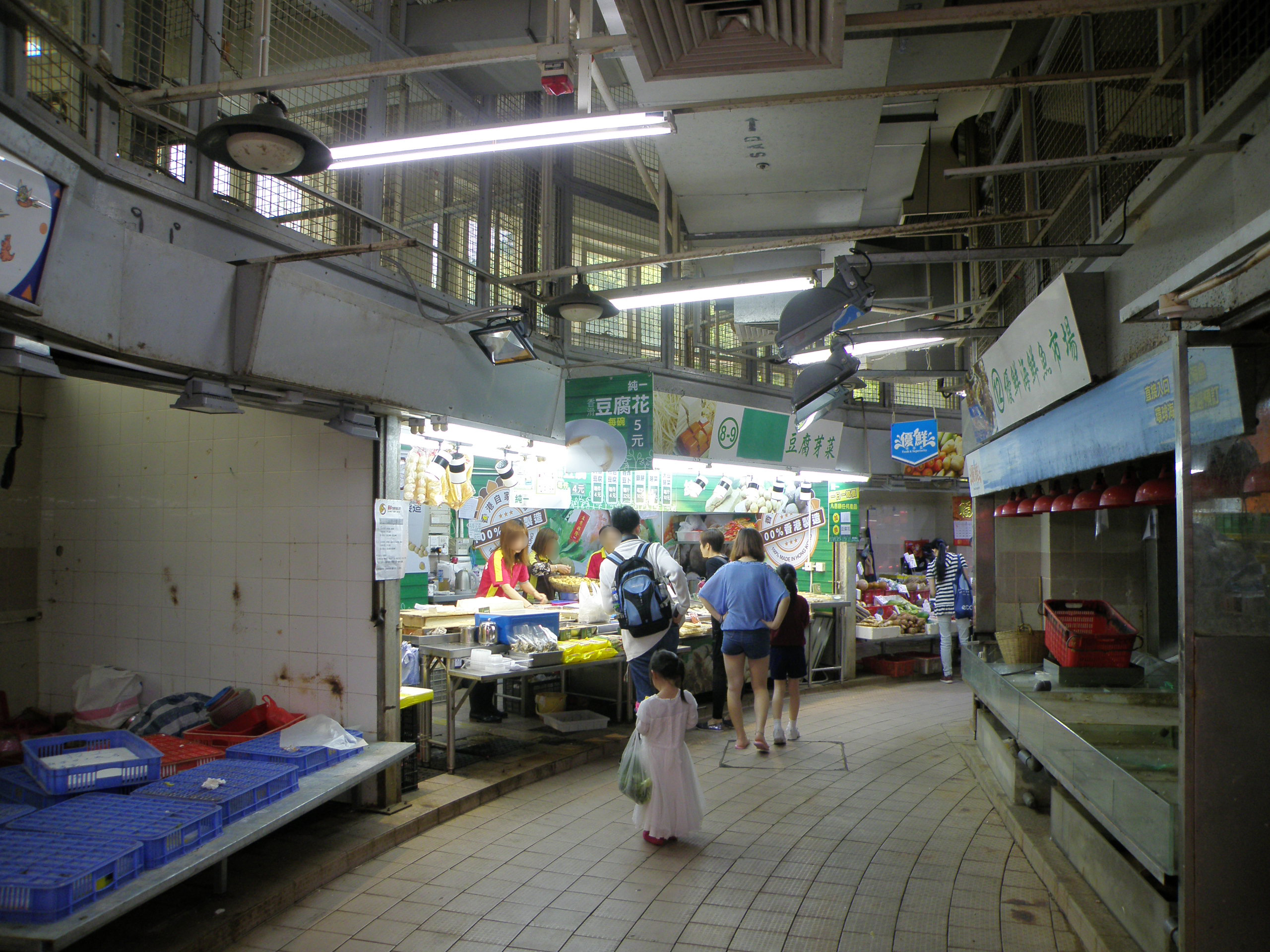
豆腐芽菜檔
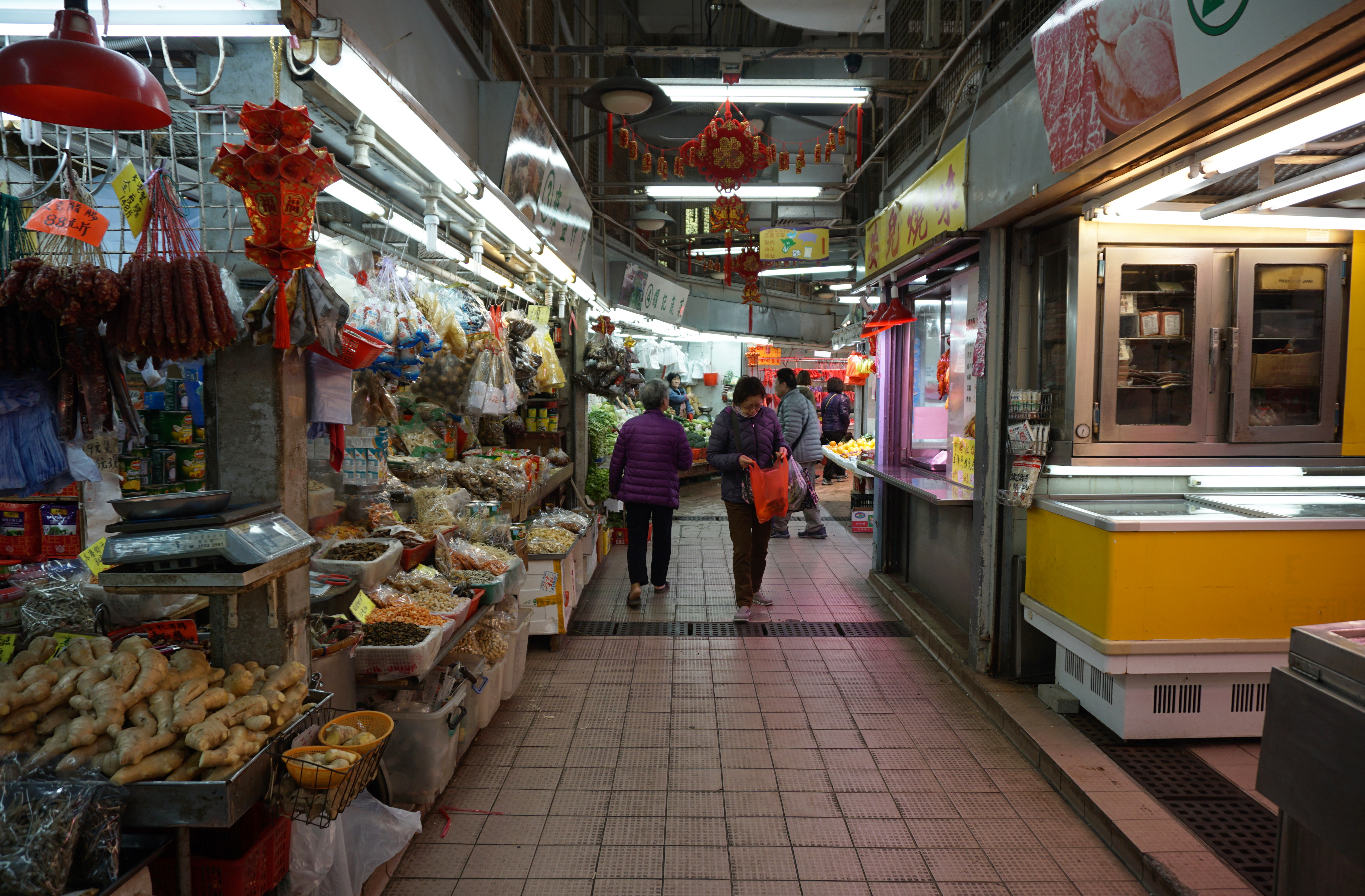
糧油雜貨店
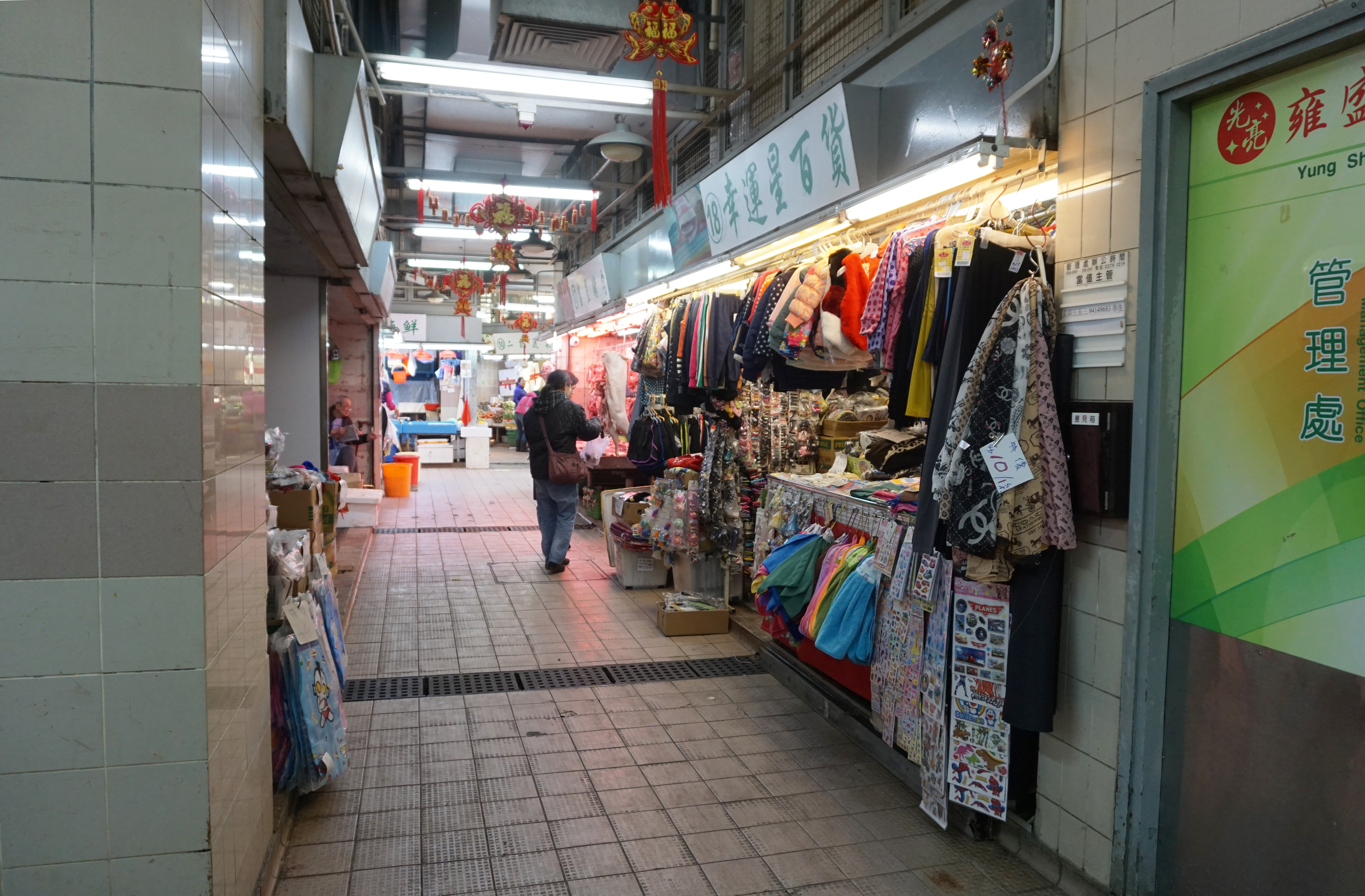
豬肉檔及服裝店
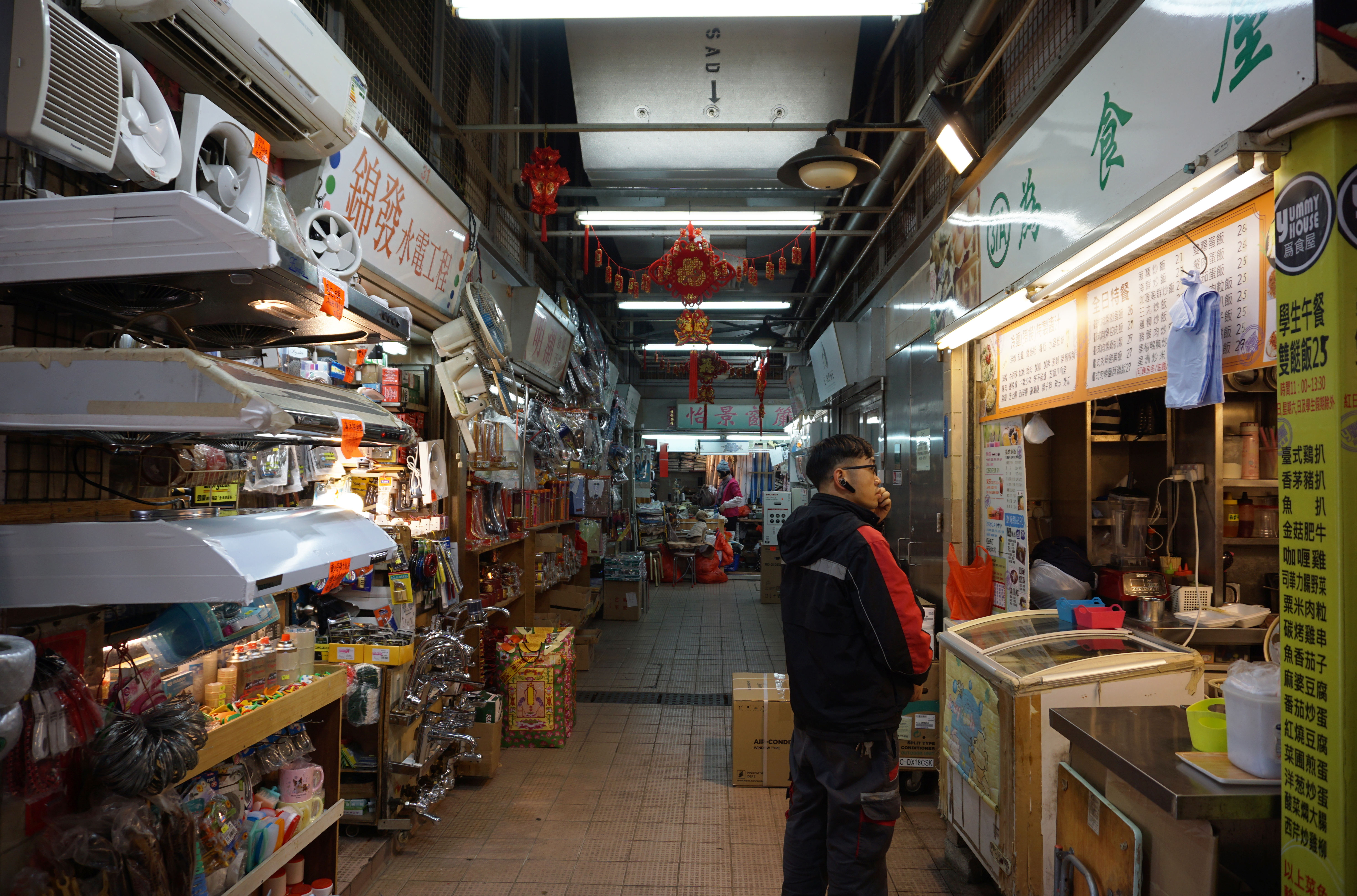
水電工程、香燭祭品、窗簾改衣及小食店
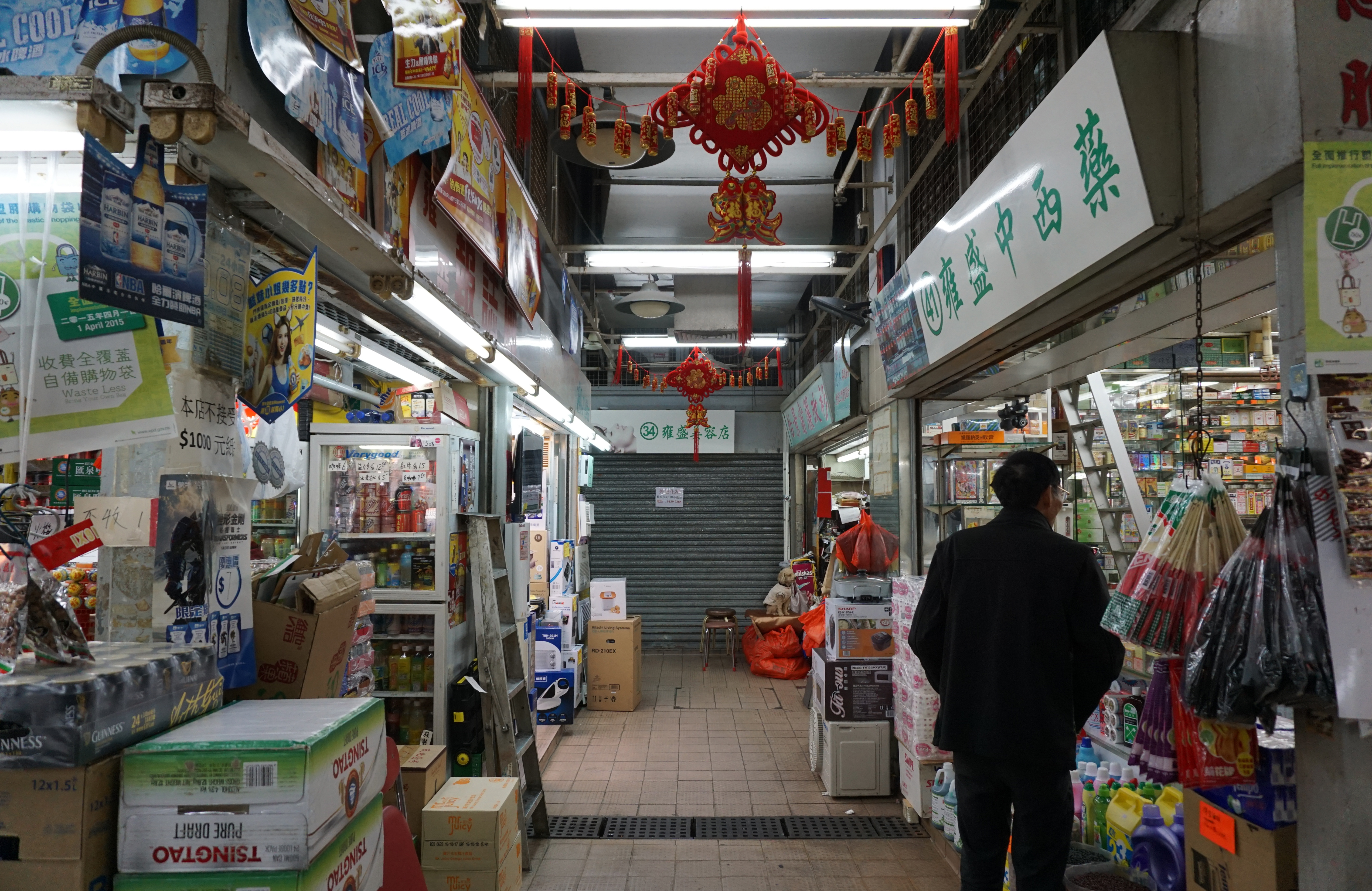
報攤、電器行、美容店及中西藥房

## 學校

### 中學
- 保良局馬錦明中學（1995年創辦）
- 宣道會陳朱素華紀念中學（1998年創辦）

### 小學
- 方樹福堂基金方樹泉小學（1990年創辦）
- 鳳溪廖潤琛紀念學校（1990年創辦）
- 五旬節于良發小學（1999年創辦）

### 幼稚園
- 真理浸信會何袁惠琼幼稚園 （页面存档备份，存于）（2000年創辦）（位於雍盛苑商場109號舖）

## 圖片庫

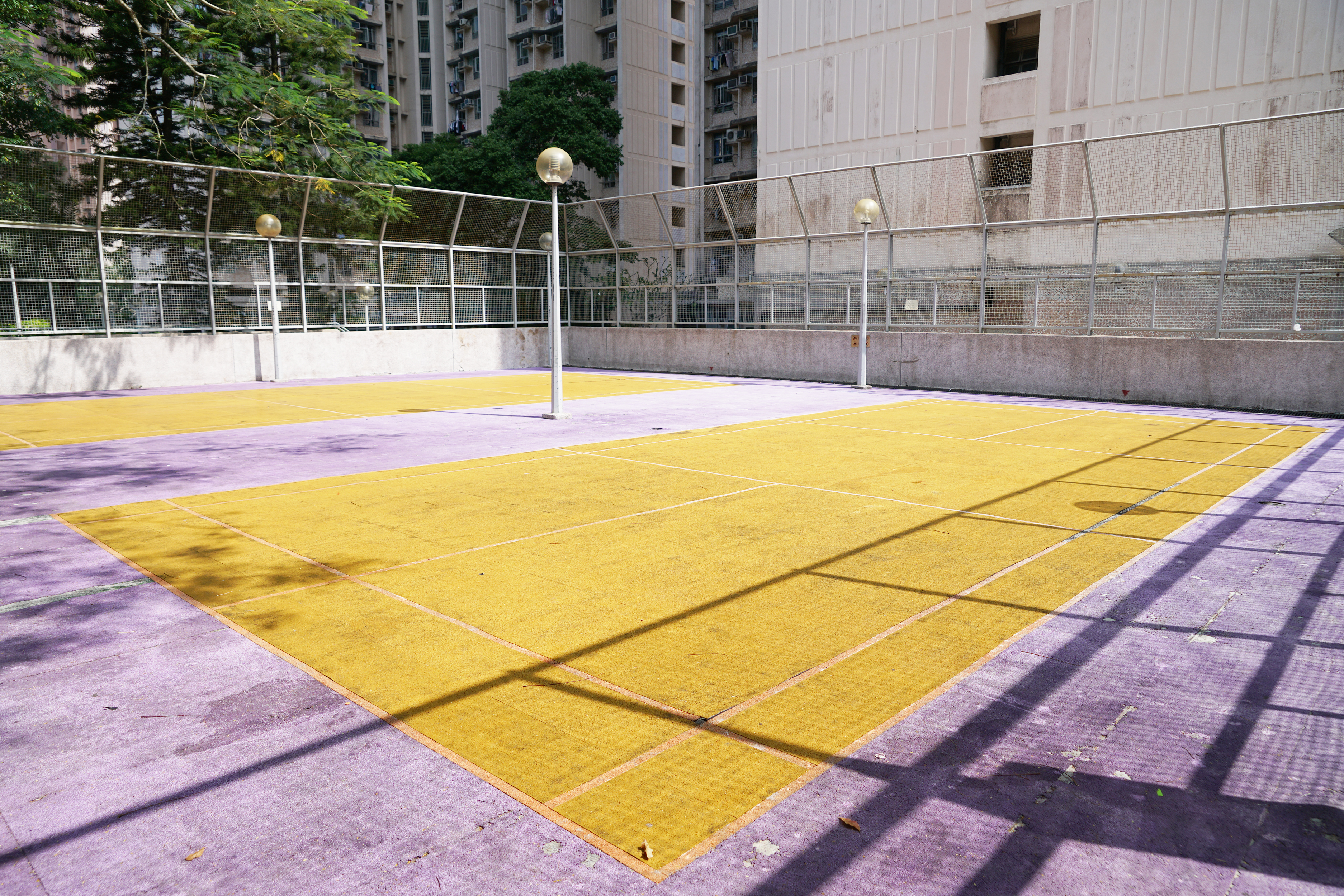
羽毛球場
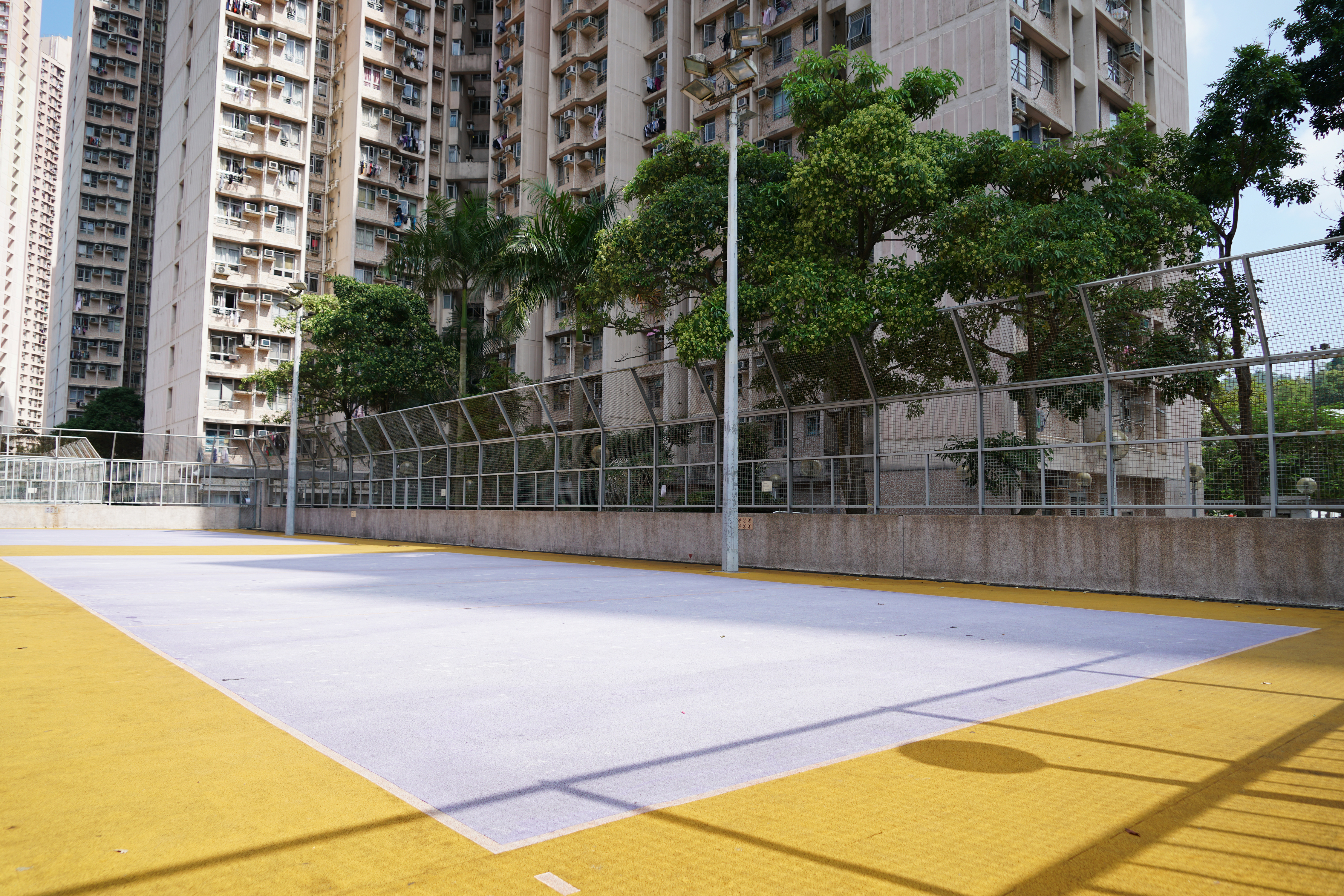
排球場
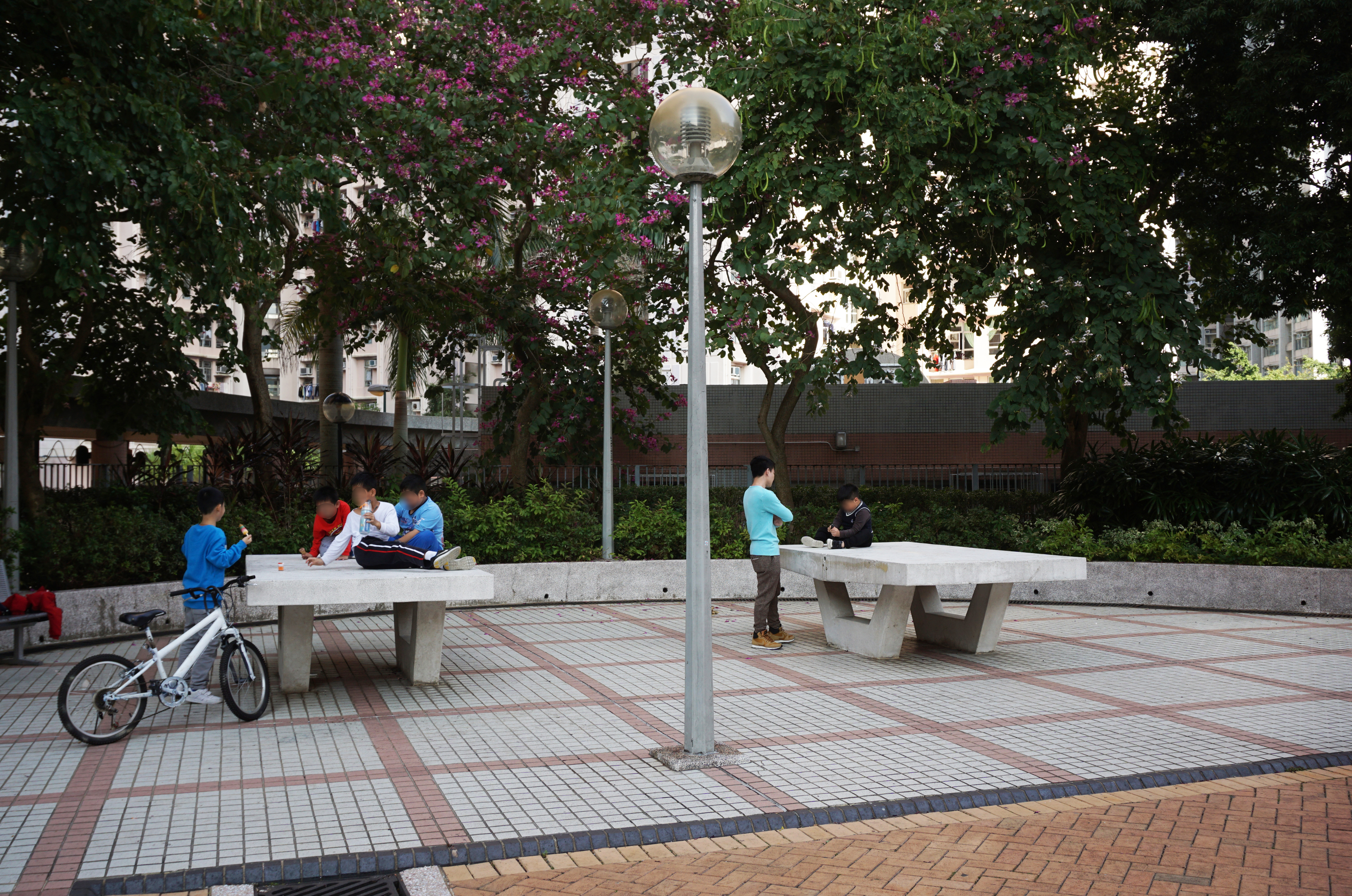
乒乓球桌
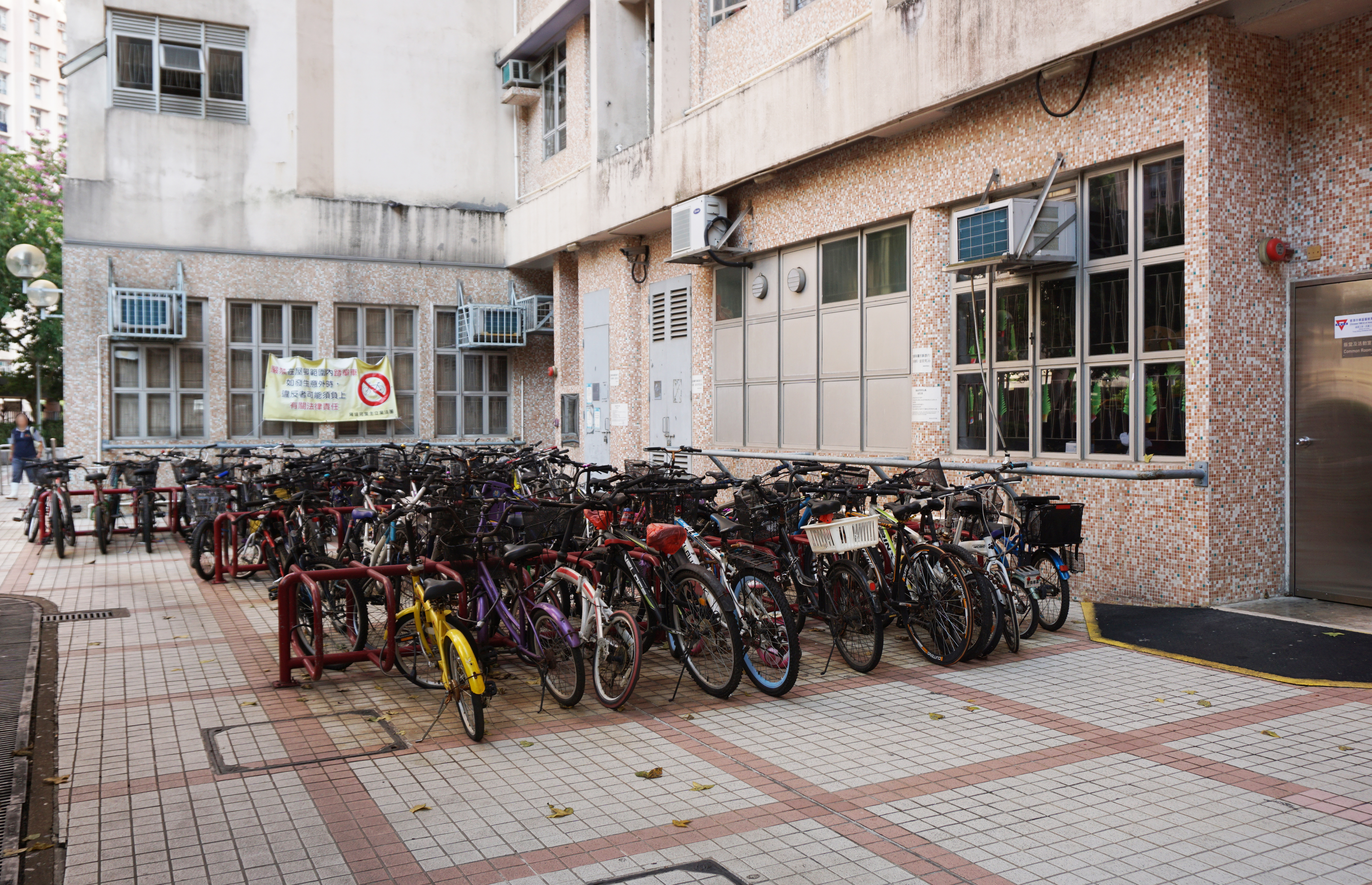
單車停泊處
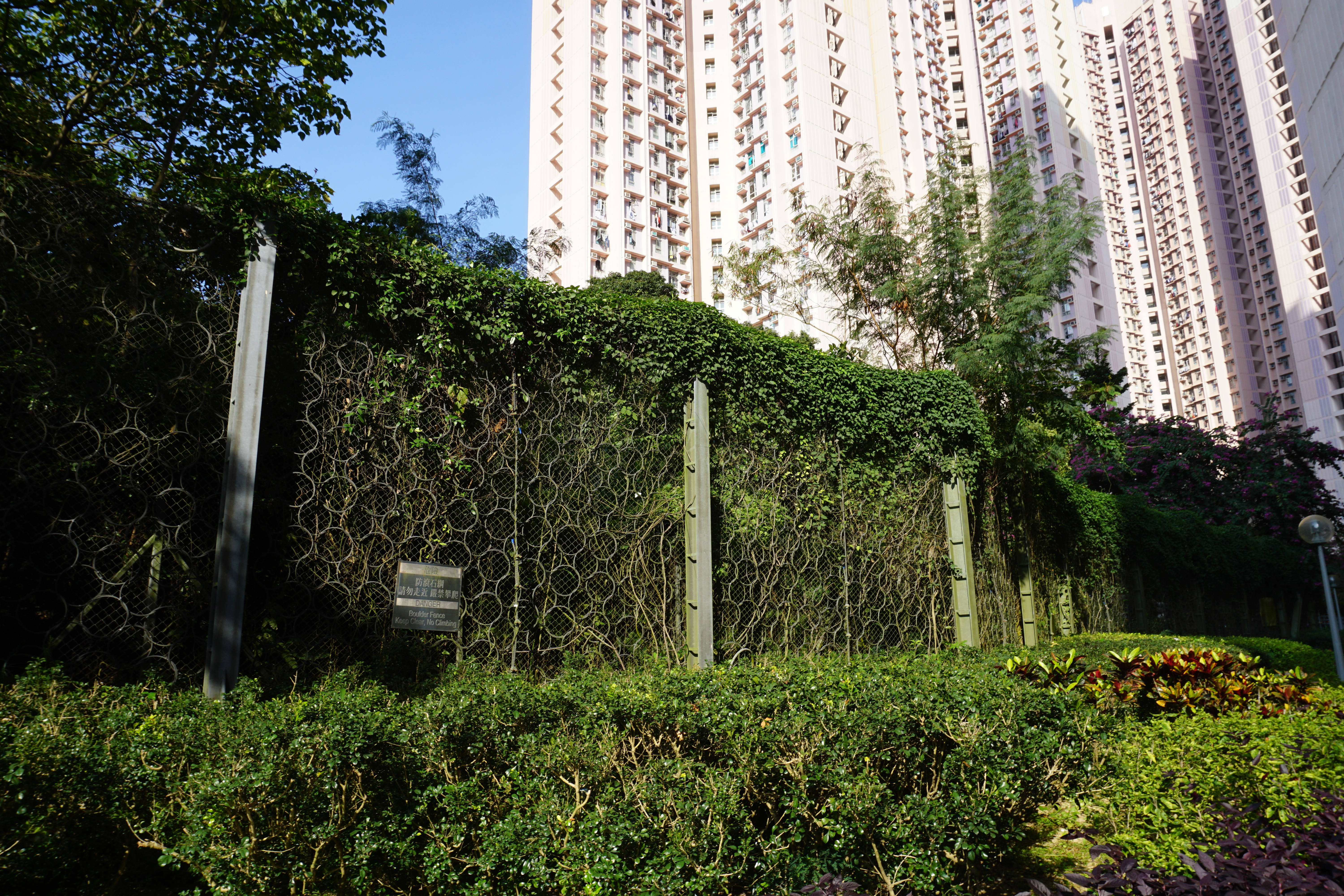
由於屋苑靠近山邊，故此特設防滾石網
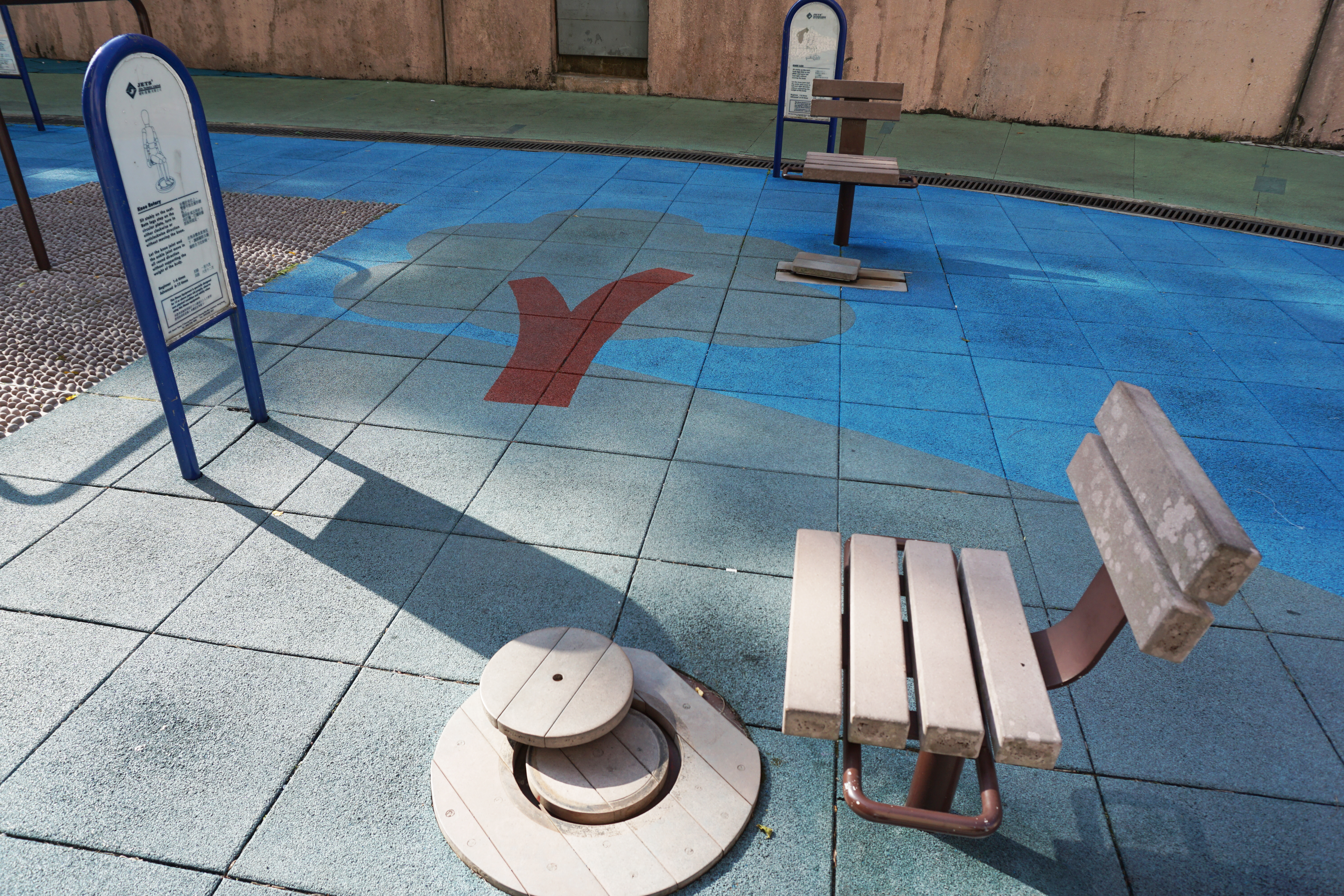
健體區曾經設有膝蓋繞圈轉動木板（前方）及膝蓋左右移動木板（後方）
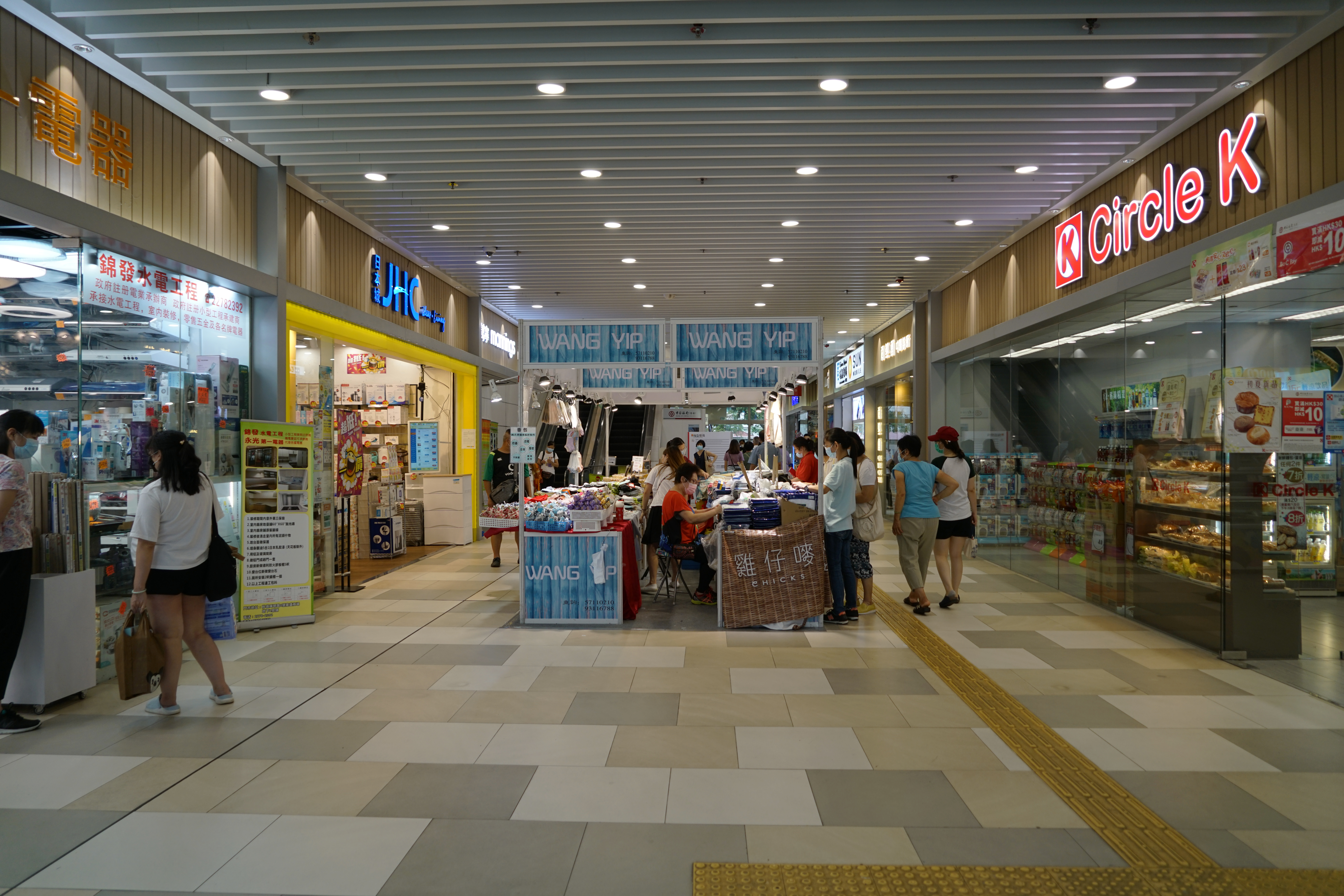
雍盛商場地下西面
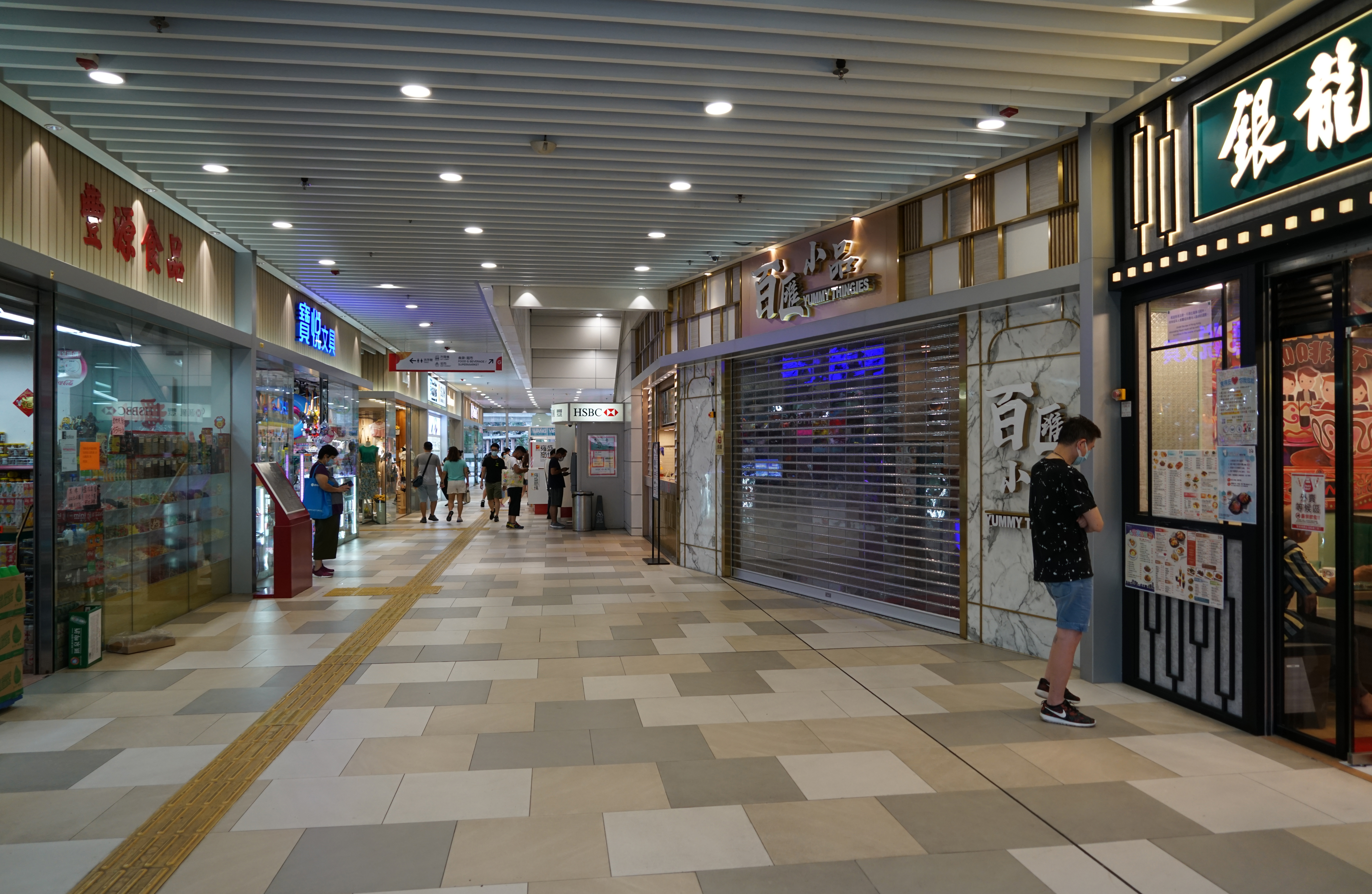
雍盛商場地下東面
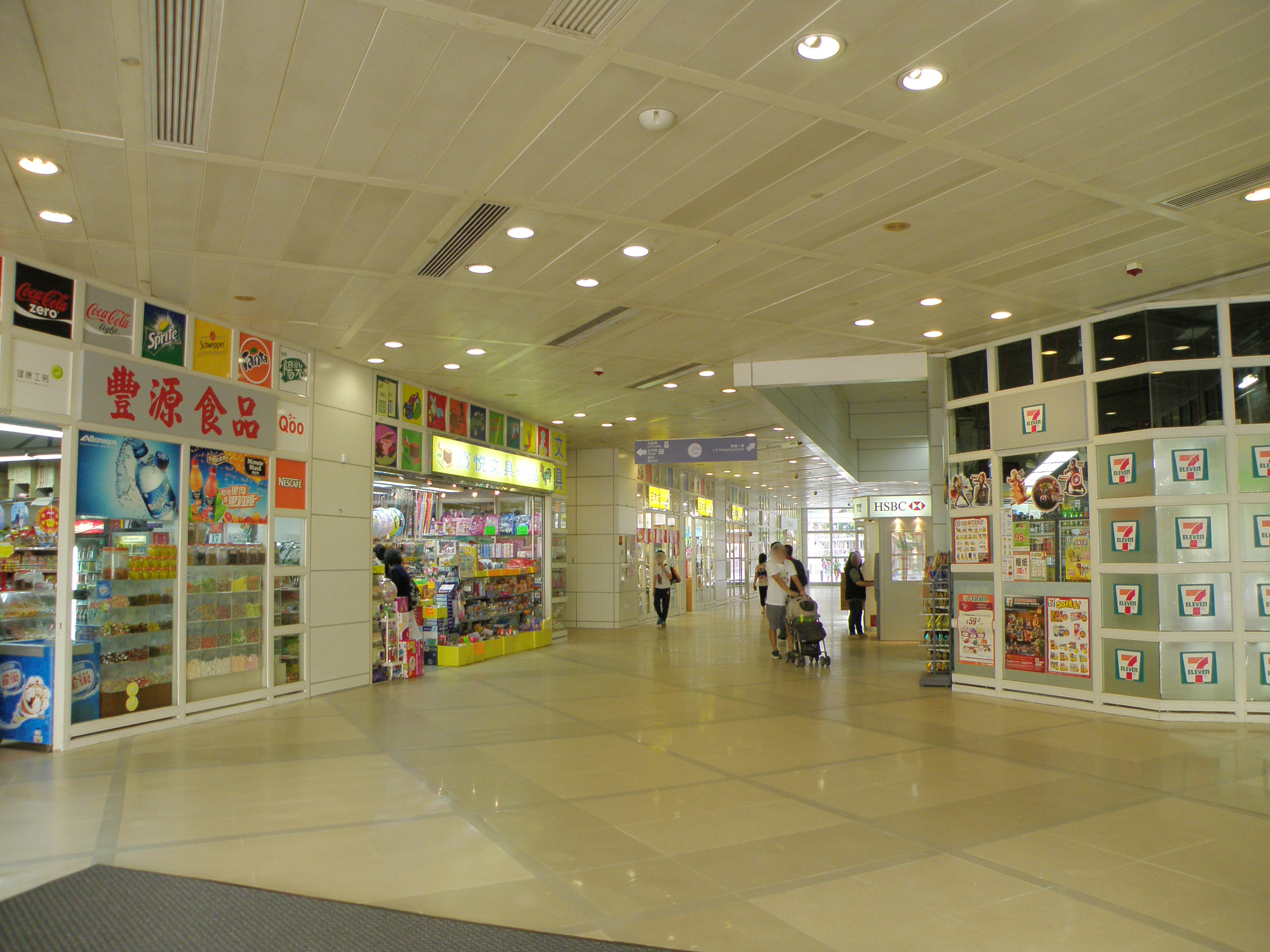
翻新前的雍盛商場地下東面
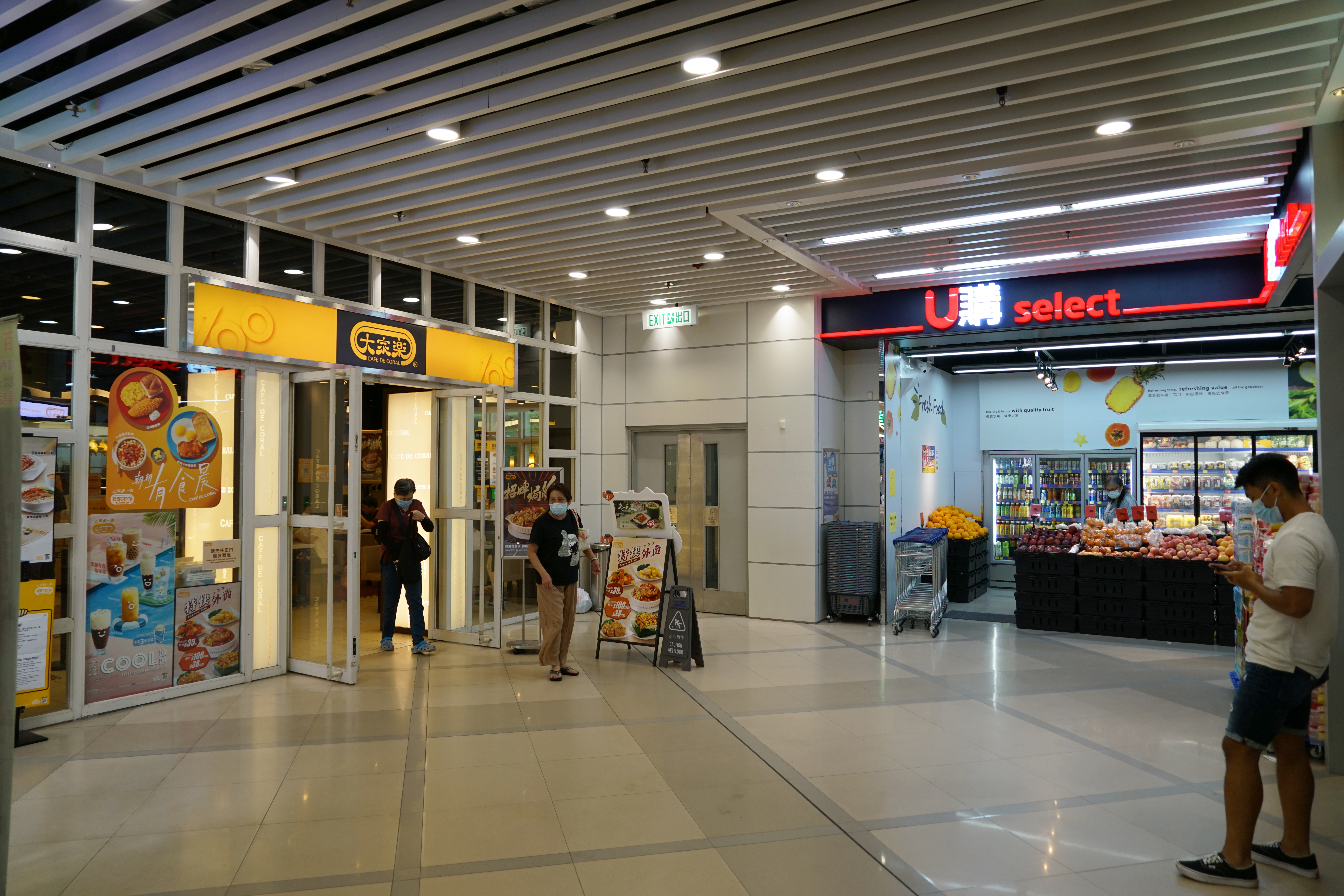
雍盛商場1樓，2020年
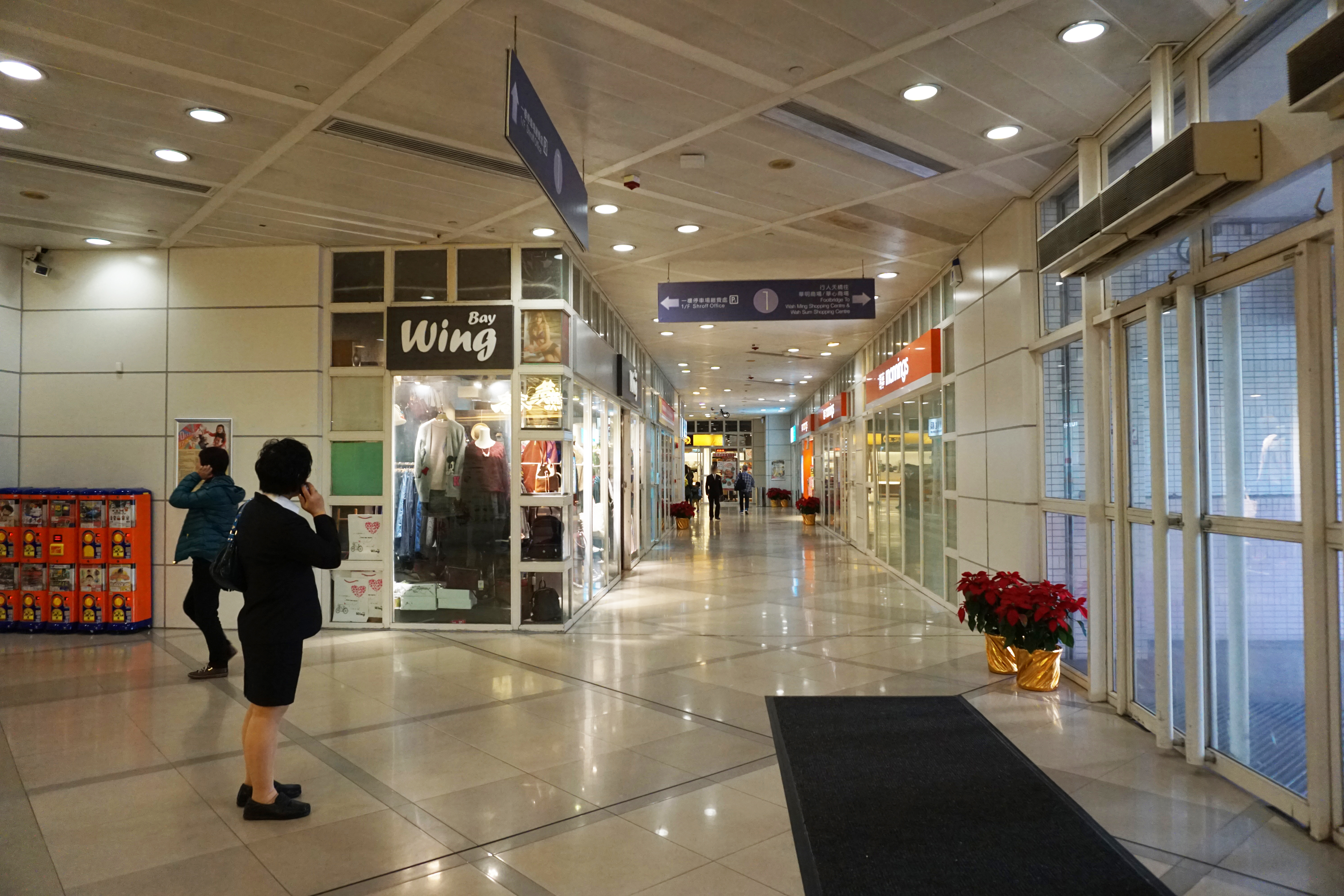
雍盛商場1樓，2016年
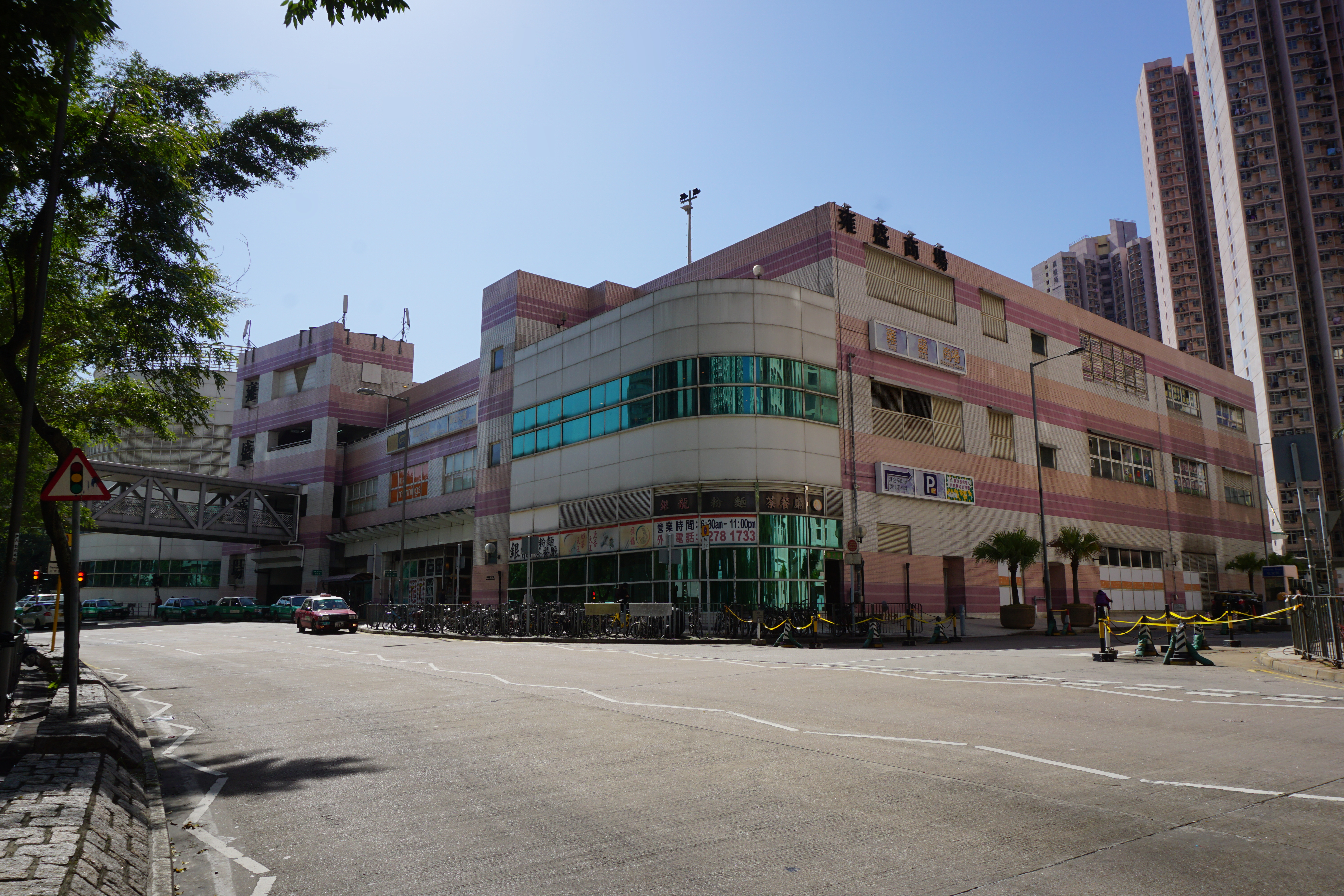
雍盛商場
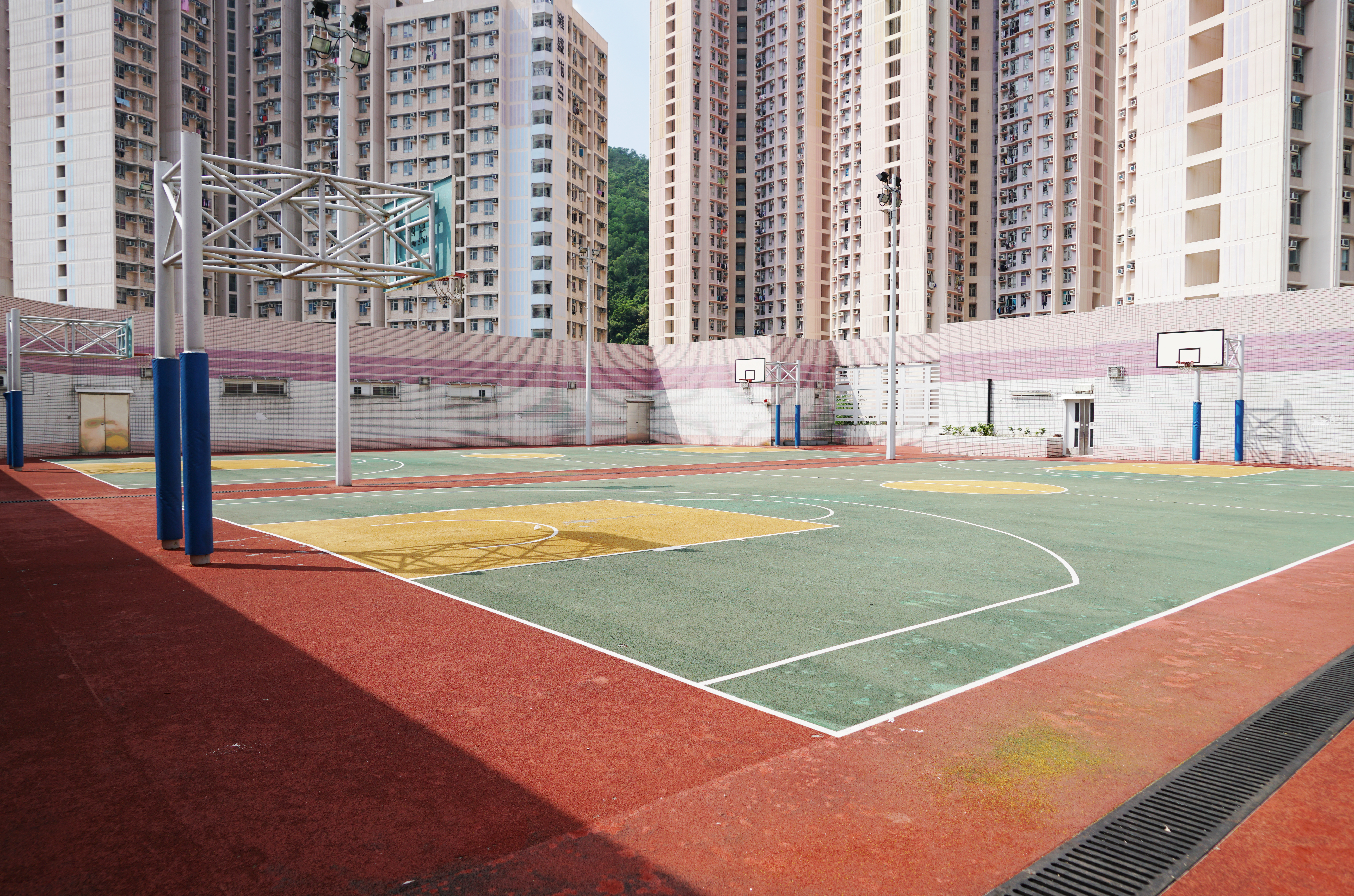
籃球場
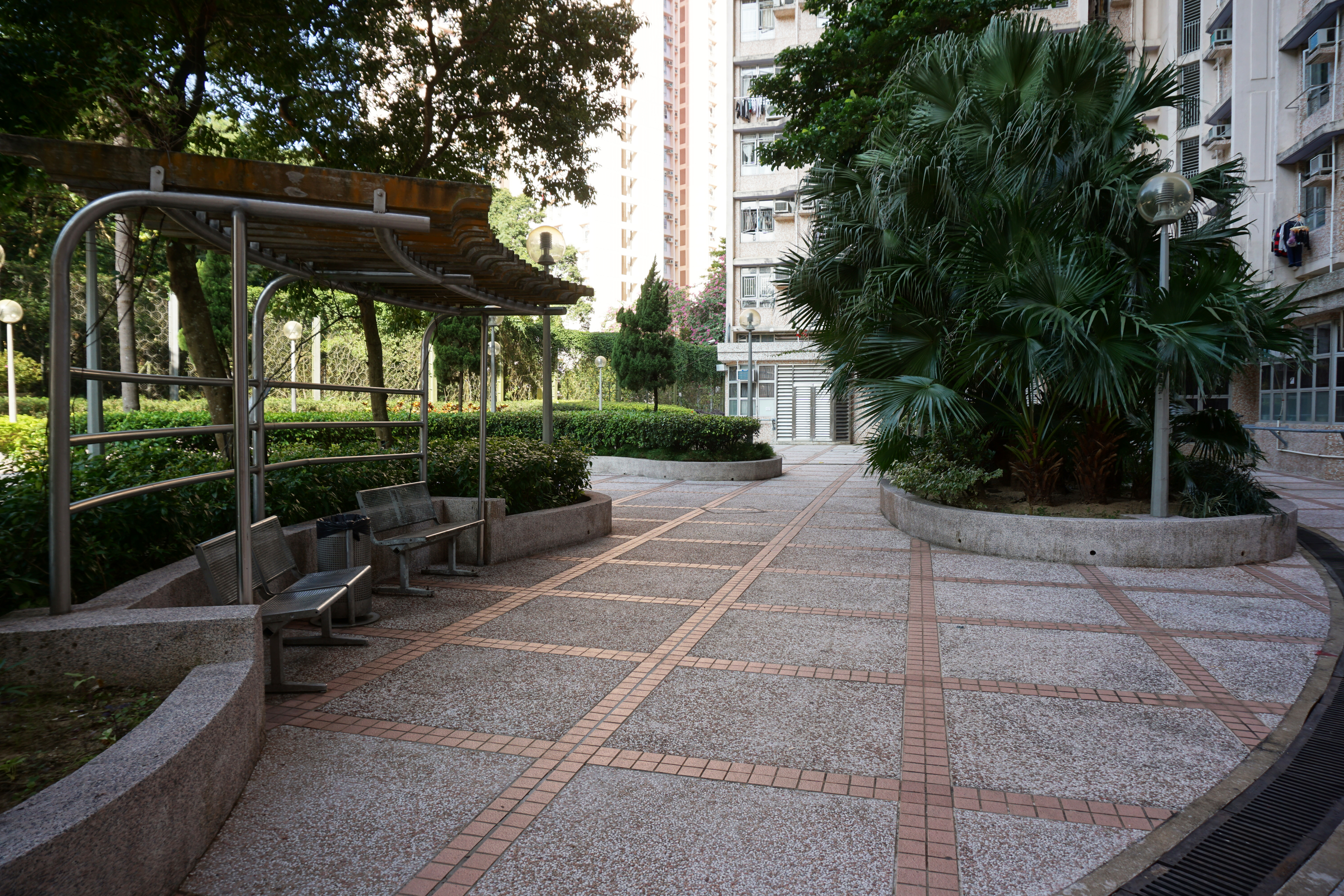
休憩區及園景
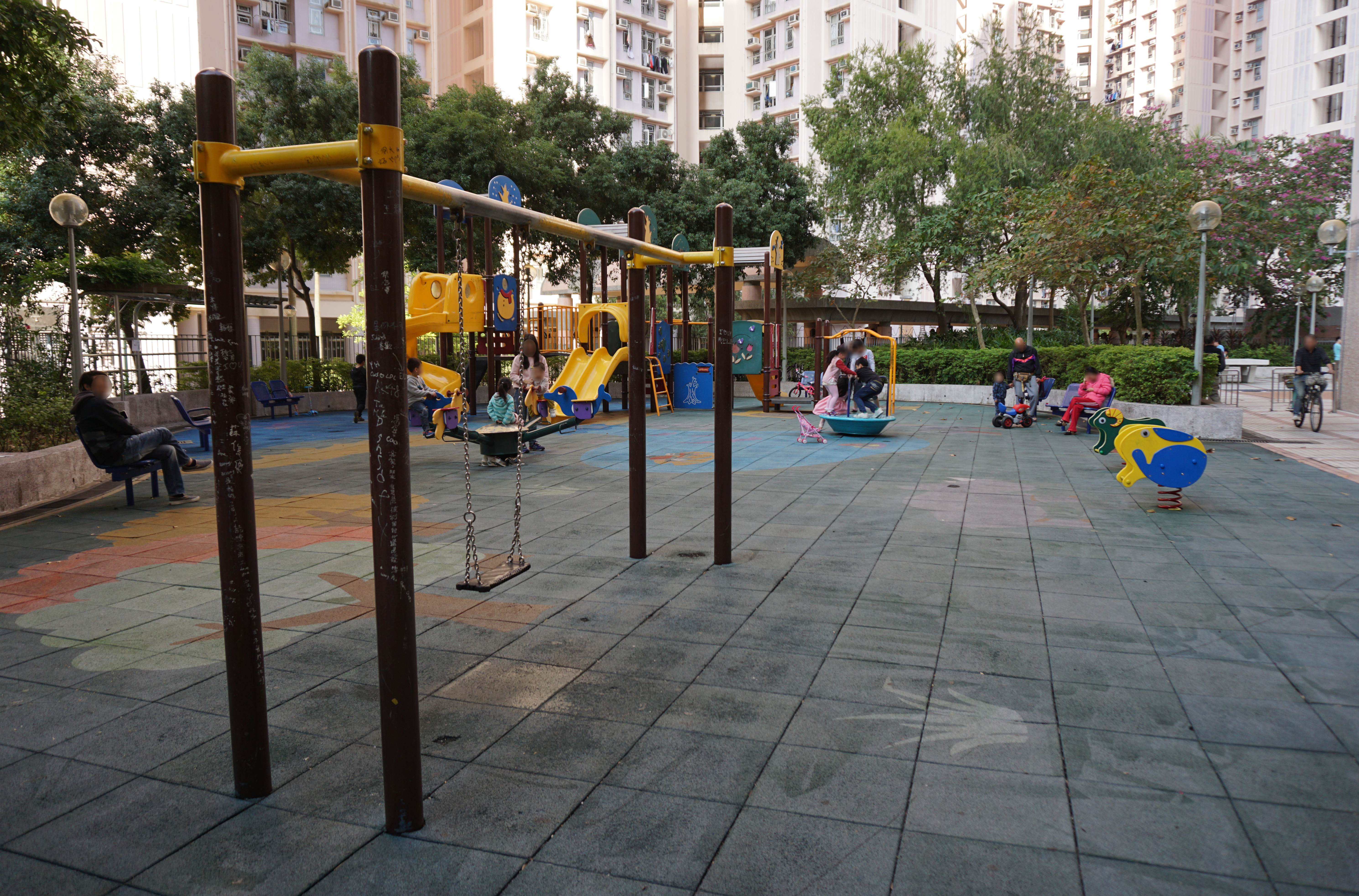
兒童遊樂場
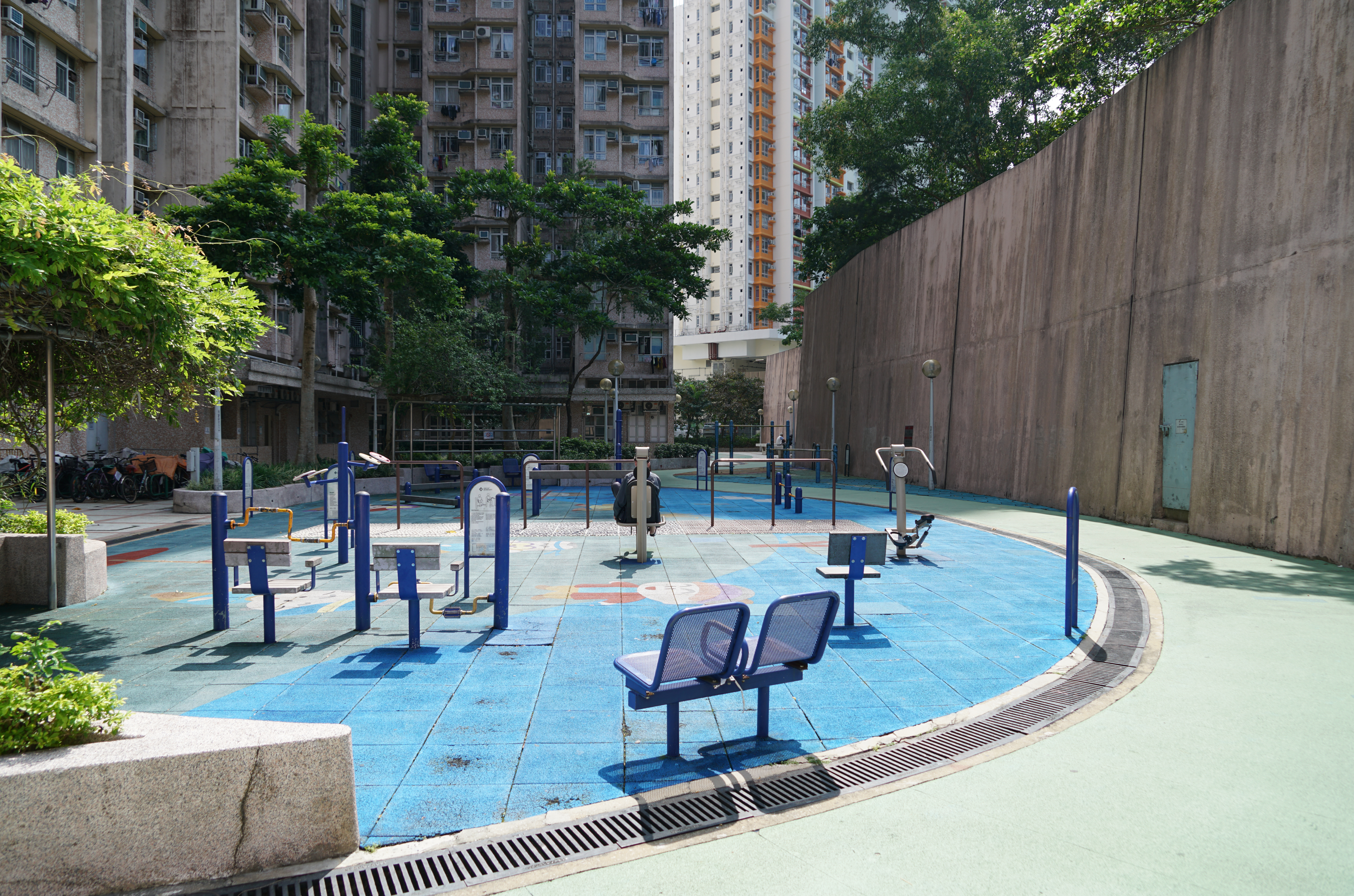
健體區及卵石路步行徑

## 事件

### 防暴警察衝入住宅大堂搜查

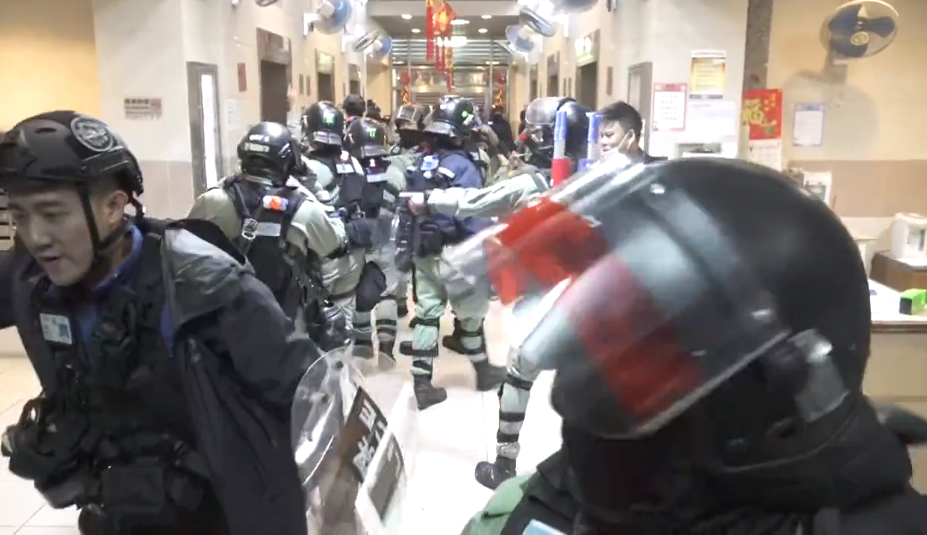
防暴警員衝入雍華閣大堂情況

2020年1月26日暉明邨衝突期間，有人疑放火燒暉明邨大廈的大堂，防暴警察在晚上8時56分一度衝入雍盛苑雍華閣地下住宅大堂，聲稱現場是非法集結，居民被搜身後才獲放行。其後1男1女被捕。

## 外部連結
- 房委會物業位置及資料 雍盛苑
- 雍盛苑官方網頁 （页面存档备份，存于）